# Афінський тролейбус

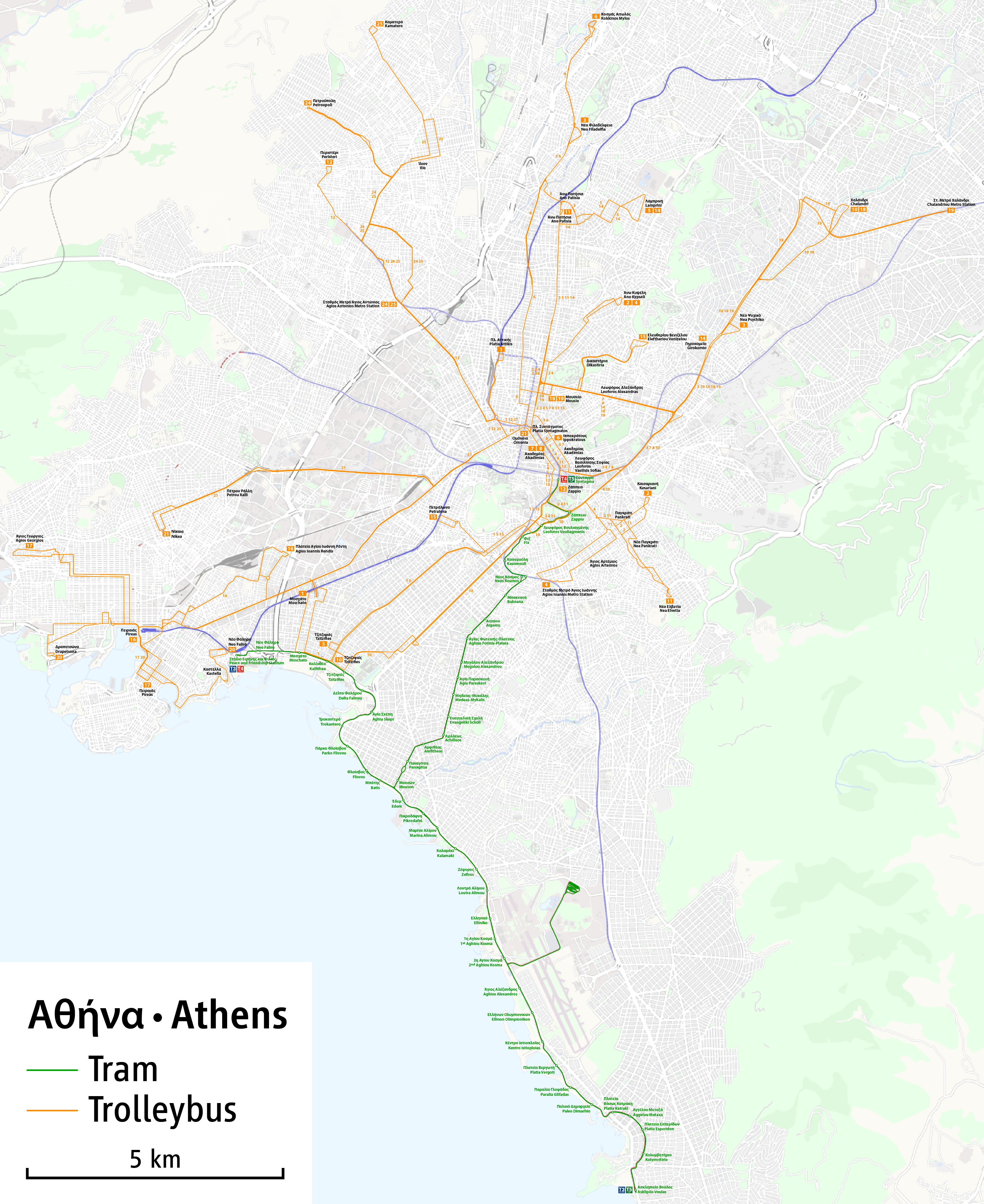

Афінський тролейбус (грец. Ηλεκτροκίνητα Λεωφορεία Περιοχής Αθηνών — Πειραιώς Η.Λ.Π.Α.Π., досл.: «Електричні автобуси Афін і району Пірея») — тролейбусна система, вид міського громадського транспорту в столиці Греції місті Афінах, а також грецькому портовому місті Піреї (тобто у межах Великих Афін). 
Експлуатується дана мережа грецькою державною компанією ILPAP. 

## Історія
Мережу Афінського тролейбусу — компанію, яка оперує нею, було засновано 14 грудня 1949 року.
Тривалий час Афінський тролейбус лишався єдиною тролейбусною системою у місті-столиці країни ЄС (до початку процесу інкорпорації у Євросоюз країн нової демократії після 1991 року). Афінська тролейбусна мережа — найбільша у Євросоюзі. 
Перед проведенням  Олімпіади у 2004 році тролейбусний парк було повністю оновлено на тролейбуси Neoplan і Van Hool, старі тролейбуси ЗіУ-682 передано у Белград і Тбілісі. 
Станом на липень 2007 року в компанії працювало близько 1 600 співробітників.

## Маршрути
У теперішній час функціонує 23 маршрути, довжина контактної мережі становить понад 350 кілометрів.
Список маршрутів:
1. Attiki — Kallithea — Moschato
2. Kypseli — Kaisariani
3. Nea Filadelfia — Ano Patissia-Girokomeio
4. Ano Kypseli — Agios Artemios-Agios Ioannis
5. Lamprini — Tzitzifies
6. Athens (Ippokratous) — N. Filadelfia-Kokkinos Mylos
7. Alexandras — Panepistimiou circular
8. Akadimias — Alexandras circular
9. Ano Kypseli — Zappeio
10. Tzitzifies — Halandri
11. Ano Patissia — Pagrati — N. Elvetia
12. Zappeio — Peristeri
13. Lamprini — N. Psychiko (via Akadimias)
14. Pl. Papadiamanti — N. Psychiko (via L. Alexandras)
15. Petralona — Polygono
16. Пирей — Rentis
17. Piraeus — Ag. Georgios (Keratsini)
18. Mousseio — Chalandri
19. Mousseio — Chalandri/Sidera
20. Kastella — Piraeus-Drapetsona
21. Athens — Nikaia
22. Peristeri (Ag. Antonios) — Petroupoli
23. Peristeri (Ag. Antonios) — Kamatero

## Рухомий склад
Рухомий склад складають:
- 12-метрові тролейбуси власного виробництва компанії Elbo на базі Neoplan Centroliner у 1990-х роках, Neoplan Elbo 4216, (1992—2002), IGBT.
- Neoplan N6121, двосекційний (1998—2005), IGBT (Kiepe Electric) — тролейбус для приміських маршрутів, оснащений дизель-генератором, потужністю 385 кіловат виробництва Mercedes-Benz. Дуобусом не є, як і інші тролейбуси Neoplan, попри численні хибні уявлення щодо цього.
- Neoplan N6216, односекційний (2003—), IGBT (Bombardier/Kiepe Electric) виробництва Viseon Bus Gmbh, одного з підприємств Neoplan Bus Gmbh у Пілстінгу, Німеччина. Близько 90 тролейбусів прийшло на замовлення Афін перед Олімпіадою. Має дизель-генератор (125 кіловат), теж не дуобус.
- Neoplan N6221, двосекційний (2003—), IGBT (Bombardier/Kiepe Electric) виробництва Viseon Bus Gmbh, одного з підприємств Neoplan Bus Gmbh у Пілстінгу, Німеччина. Близько 50 тролейбусів прийшло на замовлення Афін перед Олімпіадою. Має дизель-генератор (125 кіловат), теж не дуобус.
- Neoplan N6321, двосекційний (2008—), IGBT (Kiepe), також зветься MAN-Neoplan Kiepe, побудовано на шасі MAN, виробництва Viseon Bus Gmbh, одного з підприємств Neoplan Bus Gmbh у Пілстінгу, Німеччина. Також має дизель-генератор, не дуобус.
- Van Hool A300T, односекційний, IGBT (Kiepe Electric), на базі автобуса Van Hool A300, має акумуляторні батареї та дизель-генератор.
- Van Hool AG300T, двосекційний, IGBT (Kiepe Electric), на базі автобуса Van Hool AG300, має акумуляторні батареї та дизель-генератор.

У Інтернеті є чимало стверджень про те, що тролейбуси Neoplan є дуобусами. Узагалі, з дуобусами вельми часто плутають тролейбуси з акумуляторними батареями або дизель-генераторами. Насправді, жоден з них таким не є, навіть Neoplan N6121, який використовується на міжміських лініях. Усі тролейбуси даної марки оснащені дизель-генераторами. Дуобус є машиною, яка має два двигуни: дизельний (бензиновий) і електричний, однак обидва двигуни мають окремі карданні передачі, що передають момент кручення на ведучий міст (у тролейбусів Neoplan він задній, у двосекційних середній та задній). Різниця між дуобусом та тролейбусом з дизель-генератором полягає у тому, що дизельний двигун-генератор приводить у дію електрогенератор тролейбуса, який і буде виробляти електроенергію; а дизельний двигун у дуобуса є «повноцінним» та передає момент кручення по окремому карданному валу до ведучих коліс, ніж електричний двигун. Тому називати дуобусом тролейбус з дизель-генератором є у будь-якому випадку неправильно, яку б потужність, абощо, він не мав. А тролейбуси з акумуляторними батареями дуобусами не можуть бути у жодному випадку, бо у них навіть дизельного двигуна немає.
Тролейбуси з дизель-генераторами є явище цілком поширене у Європі; ті ж Van Hool у Афінах також мають дизель-генератори, основна функція яких забезпечувати рух тролейбуса без контактної мережі, інакше кажучи, автономний хід. Засобом автономного ходу є акумуляторні батареї, однак, як правило, резерв ходу їх невеликий та не перевищує кількох кілометрів, а на дизель-генераторі тролейбус може проїхати великі відстані і може підзаправлятися (дизель-генератор працює на звичайному дизельному паливі); на батареях тролейбус їде досить повільно, а на дизелі він може розганятися не менше своєї максимальної швидкості, якби він їхав зі звичайним електричним двигуном. Тому стверджувати, що якщо у разі поламки контактної мережі тролейбуси, що переходять на дизельне паливо є дуобусами є неправильно, тим більше, що жоден з Neoplan'ів працюючих у Афінах дуобусом по технічній характеристиці не є.
А дизель-генераторами зараз комплектуються чимало моделей тролейбусів у Європі, переважно як додатковою опцією, наприклад: Skoda 24Tr Irisbus, Skoda 25Tr Irisbus, Skoda 26Tr Solaris, Skoda 27Tr Solaris, Skoda 28Tr Solaris, Solaris Trollino 12 (15 i 18), Van Hool A300T i AG300T, Hess Swisstrolley 3, білоруський Белкоммунмаш 33300.
Серед тролейбусів з автономним ходом у Пострадянських країнах можна назвати Белкоммунмаш 4200, МТрЗ-5279.1.

## Галерея

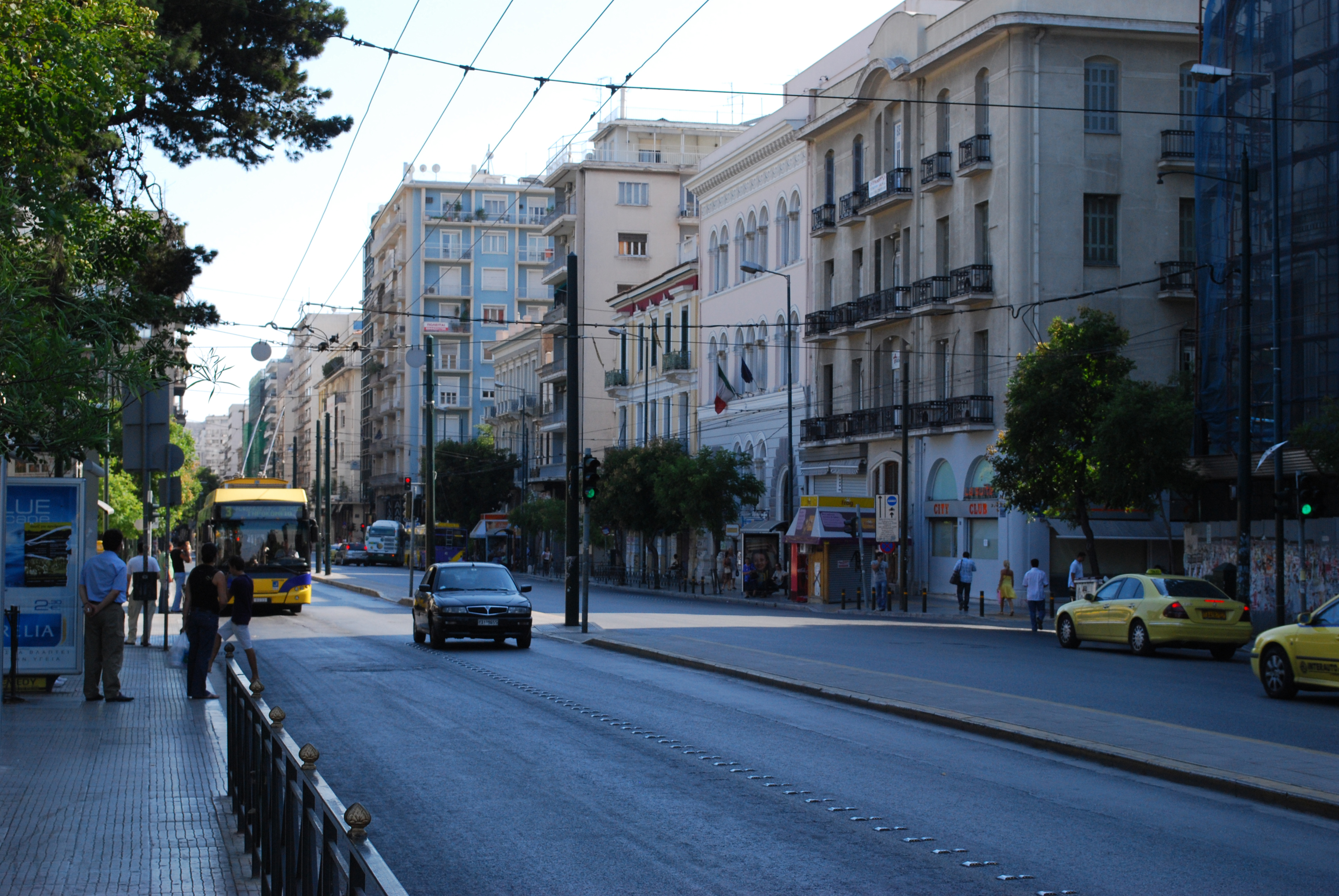
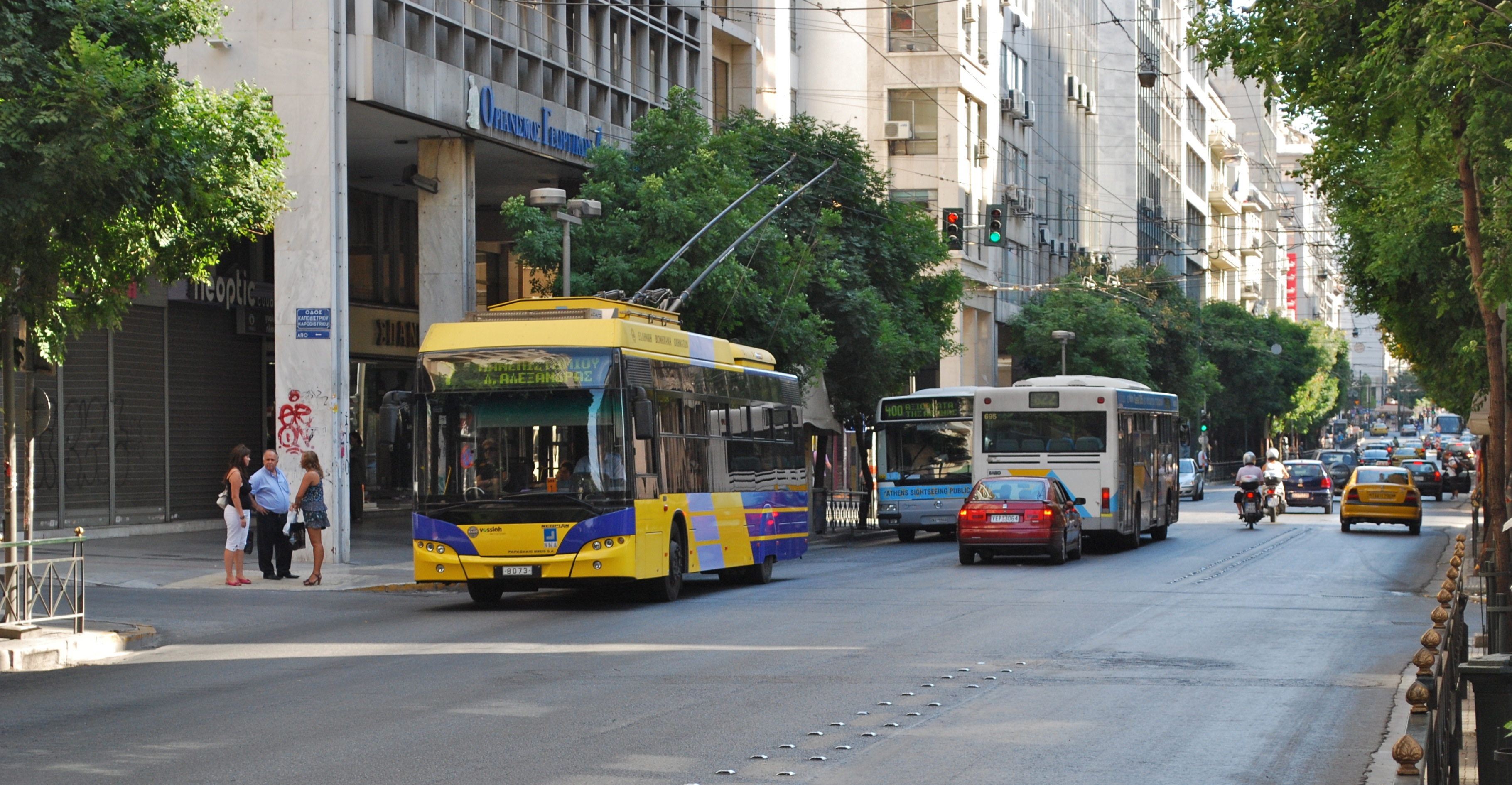
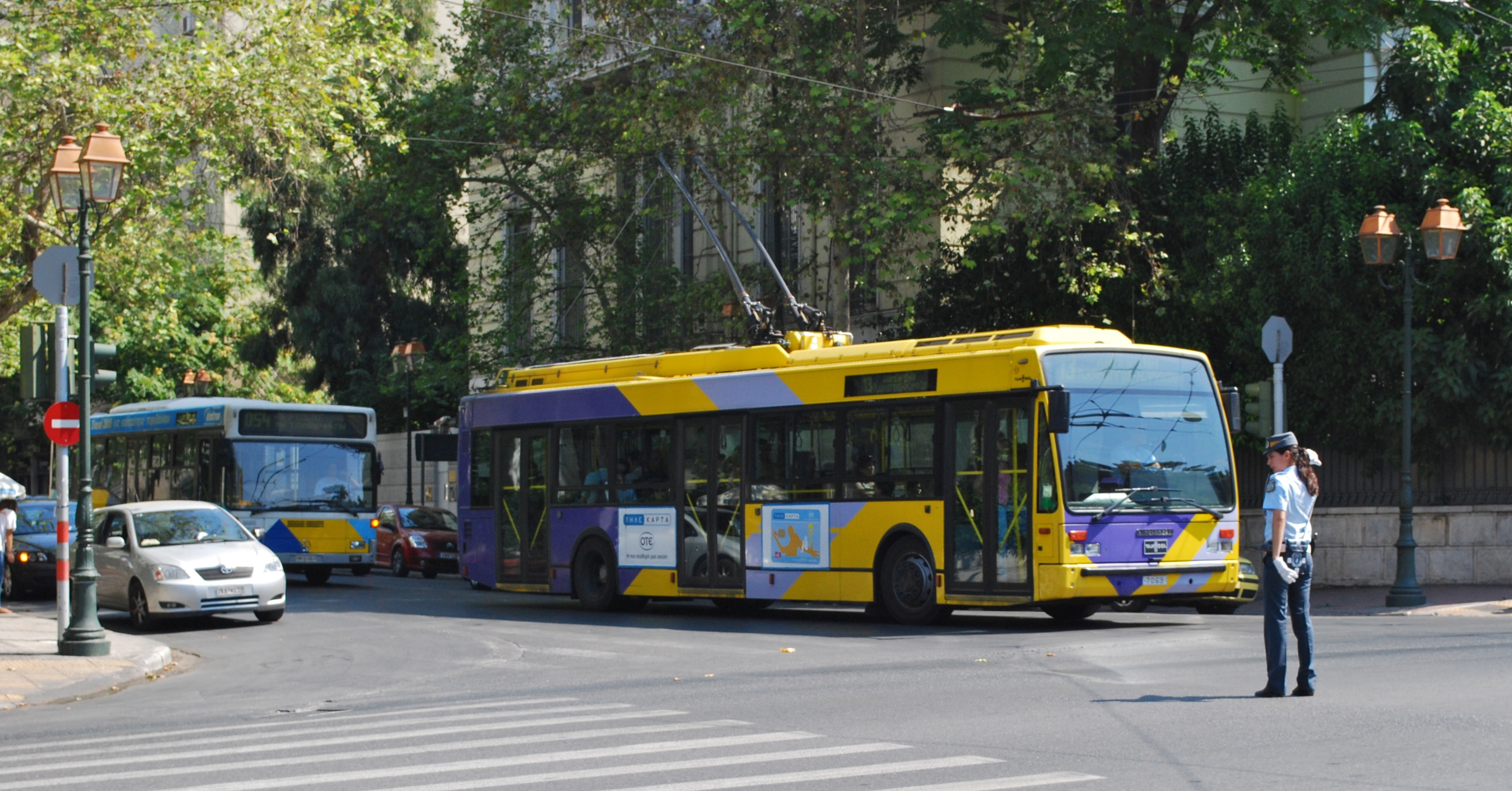
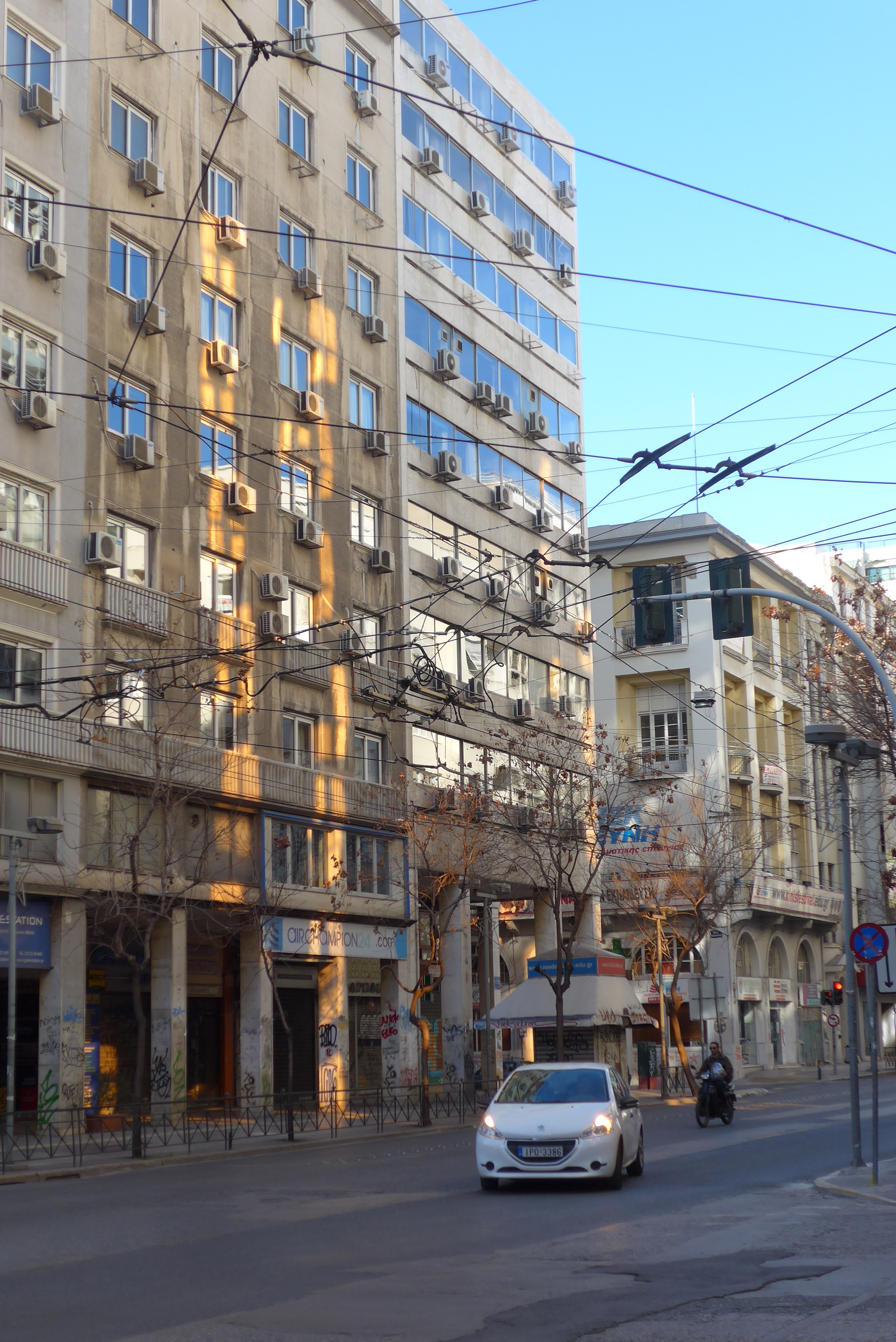
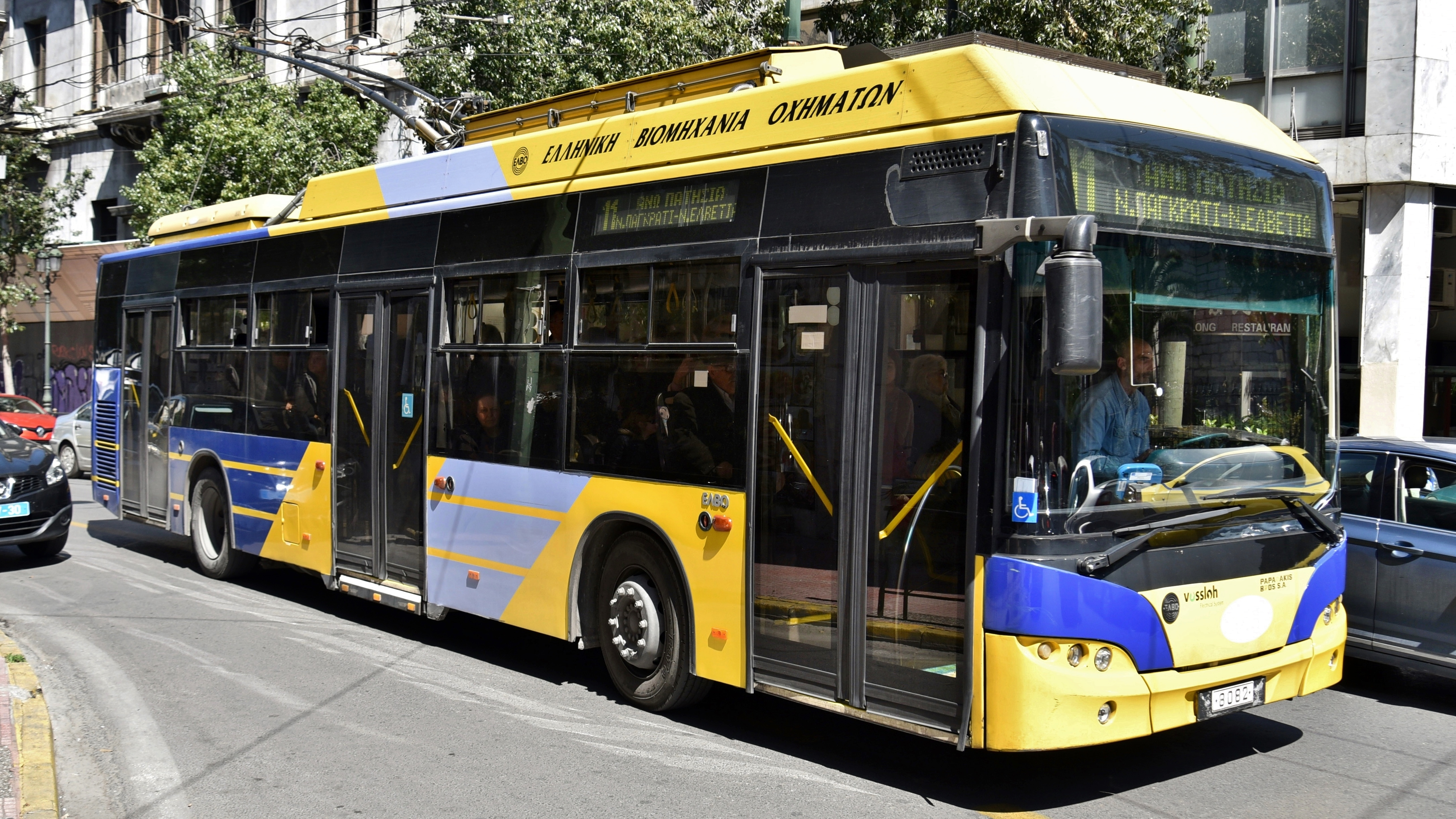
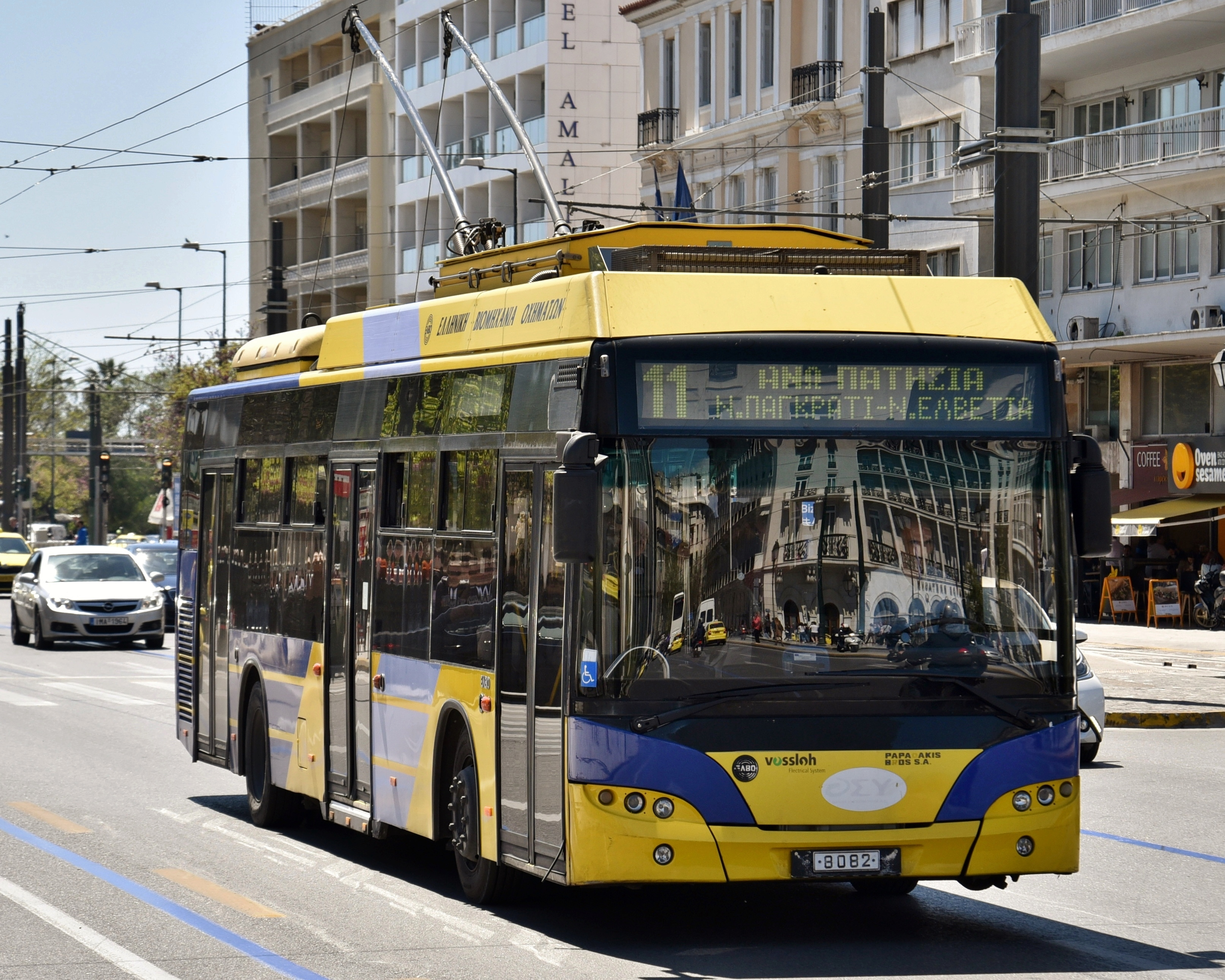
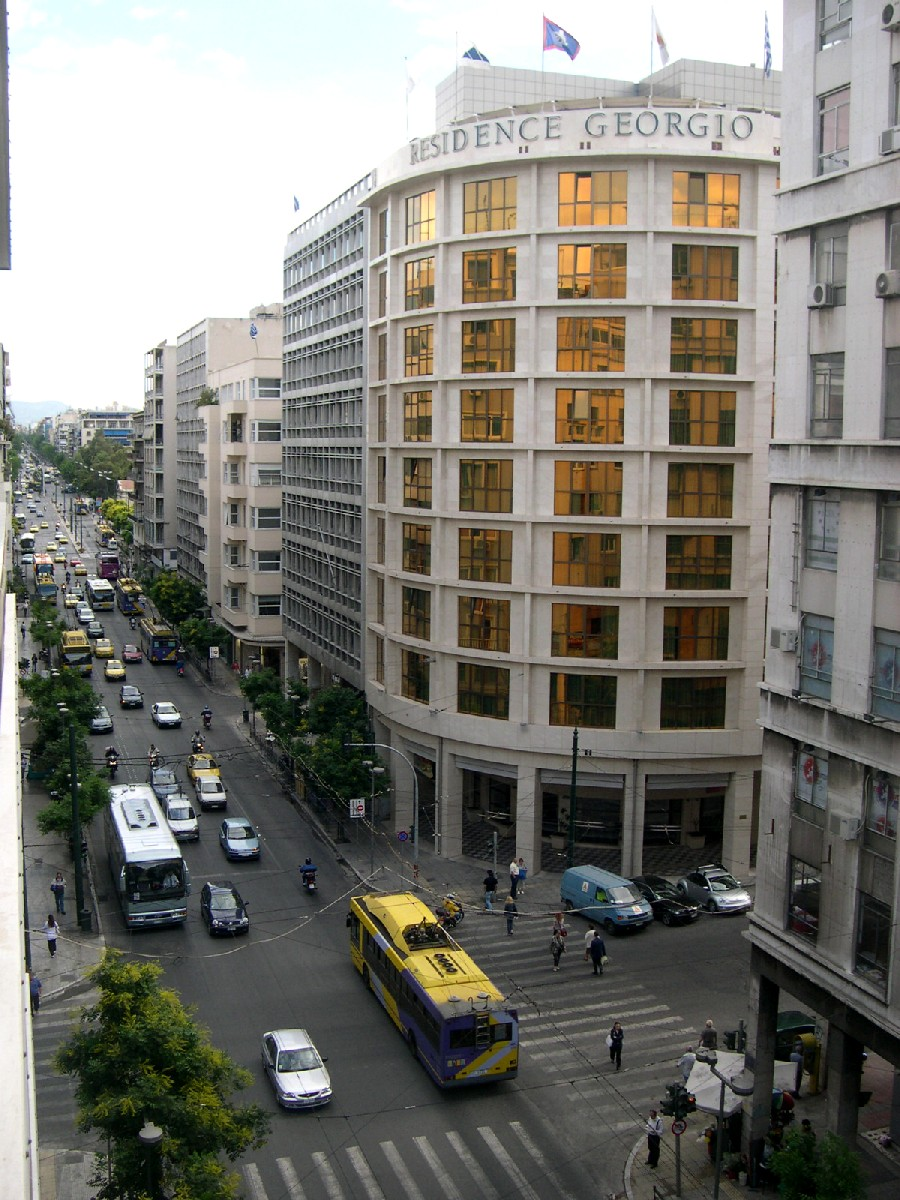
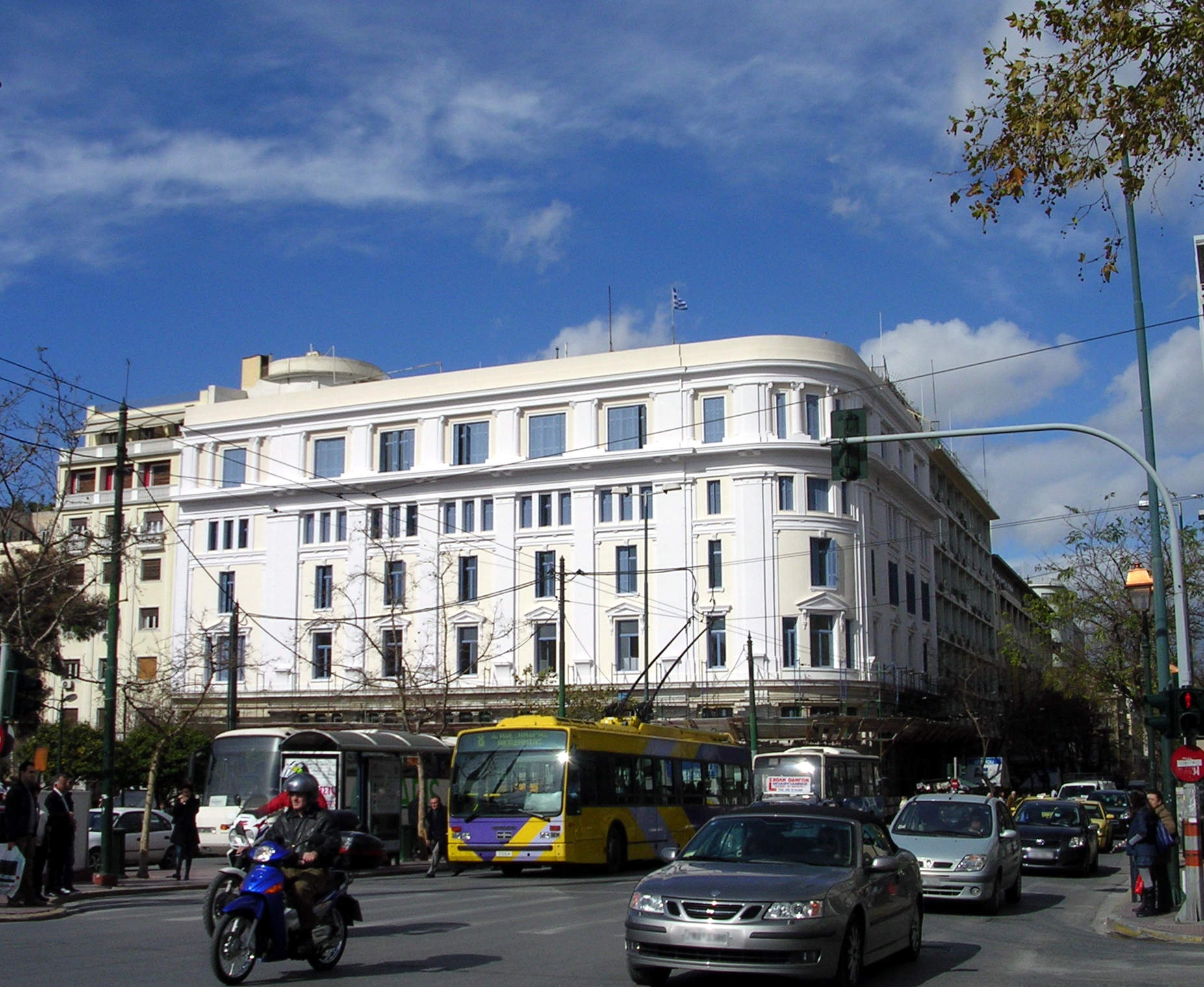
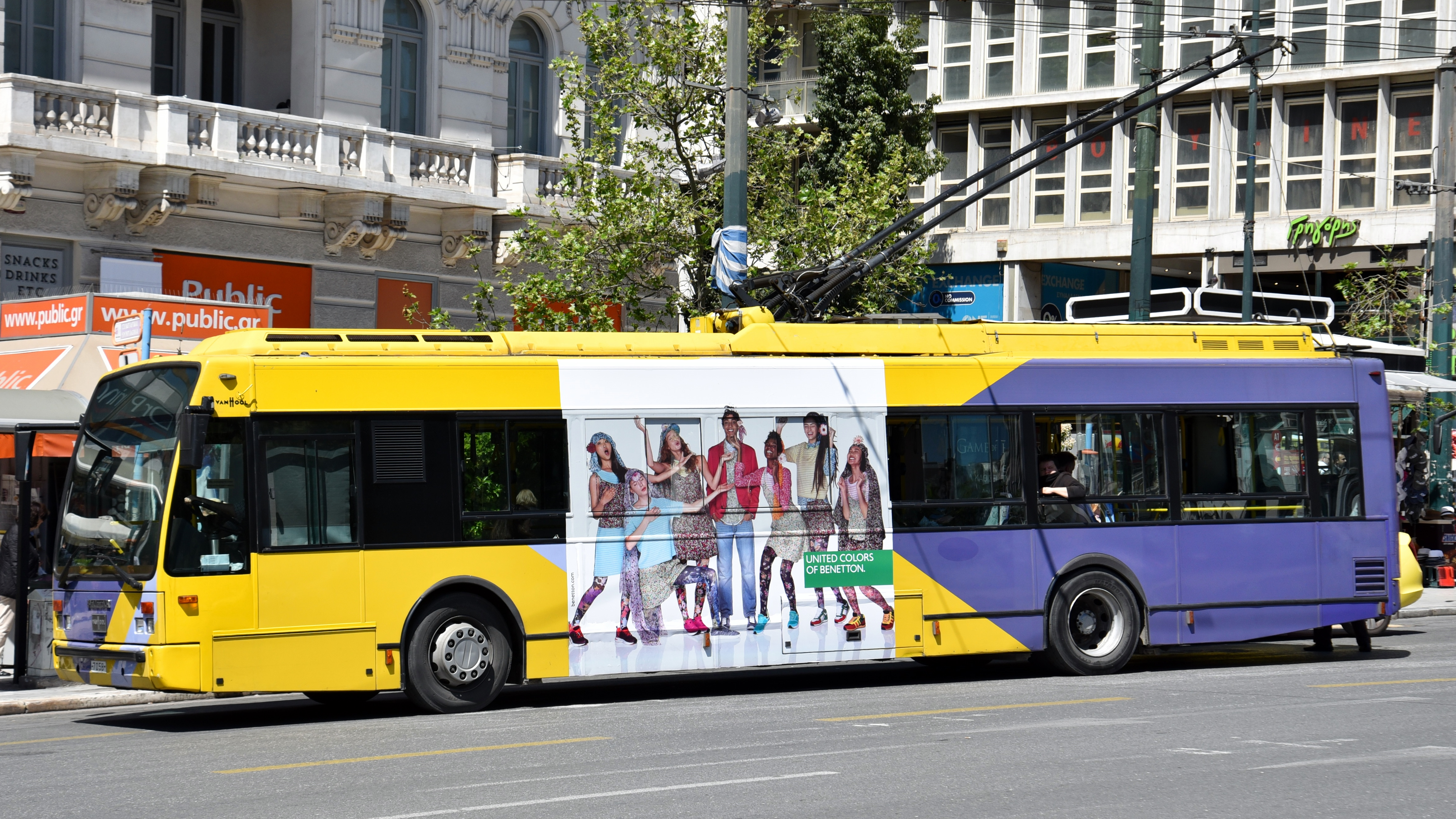
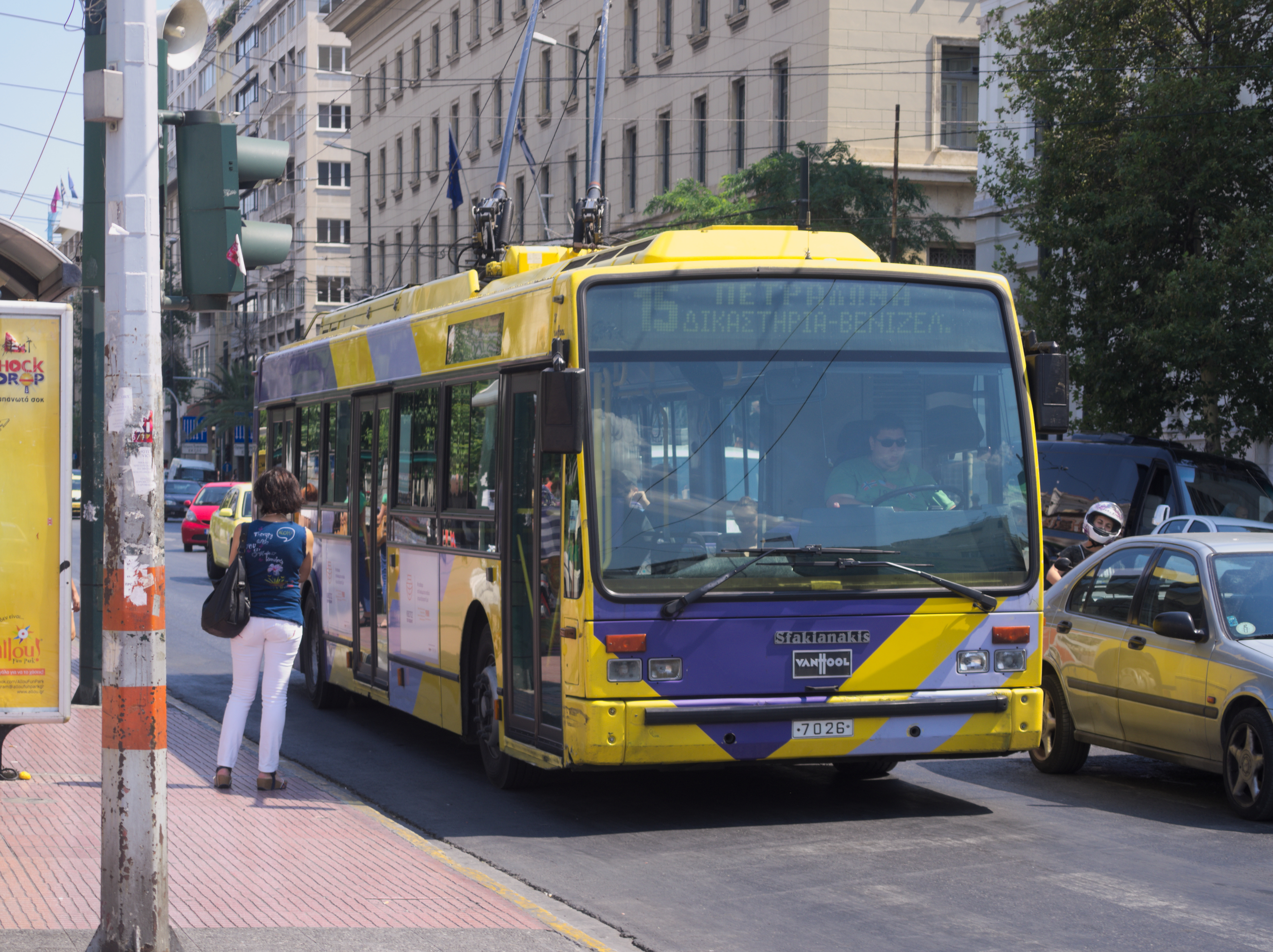
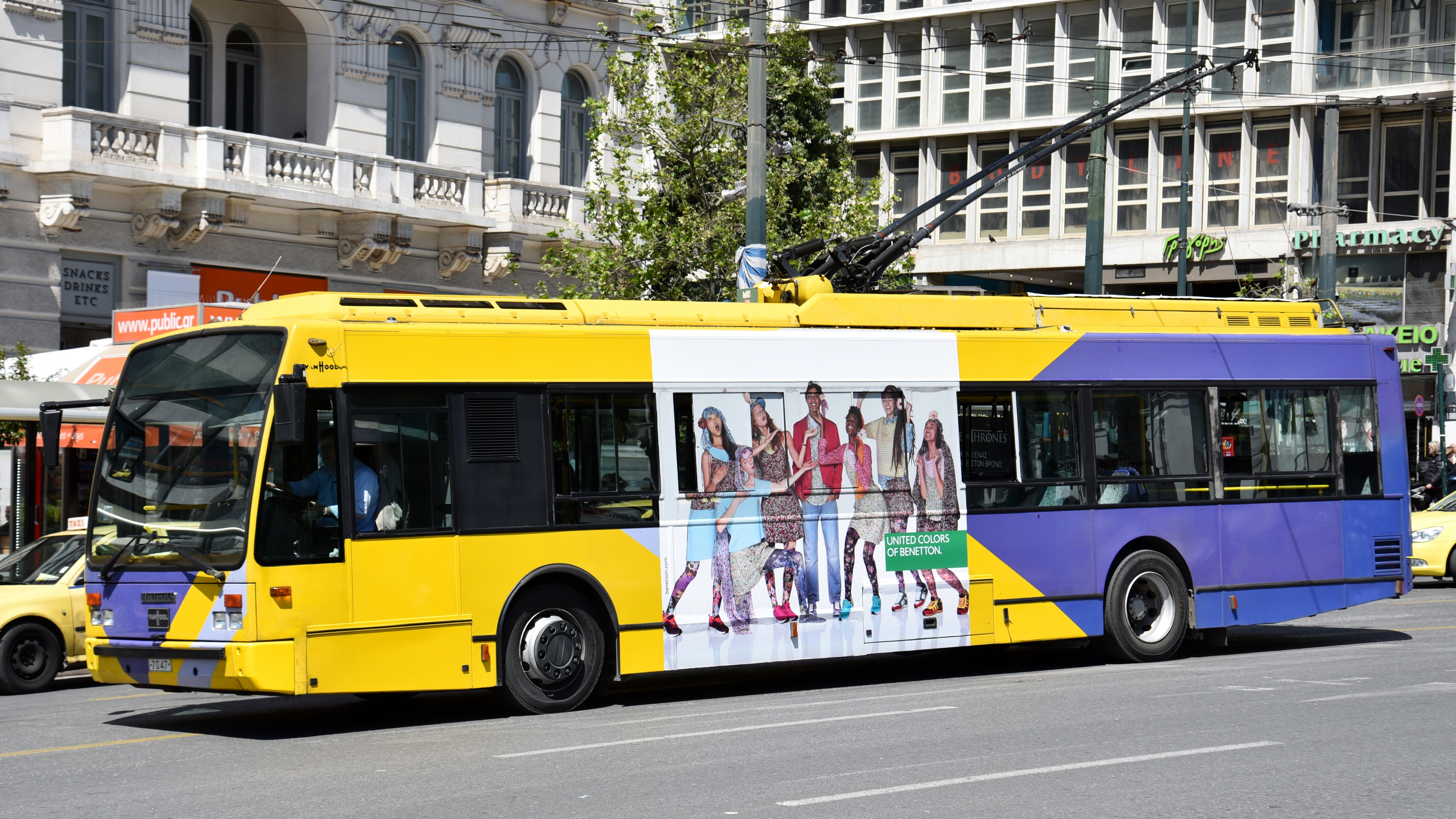
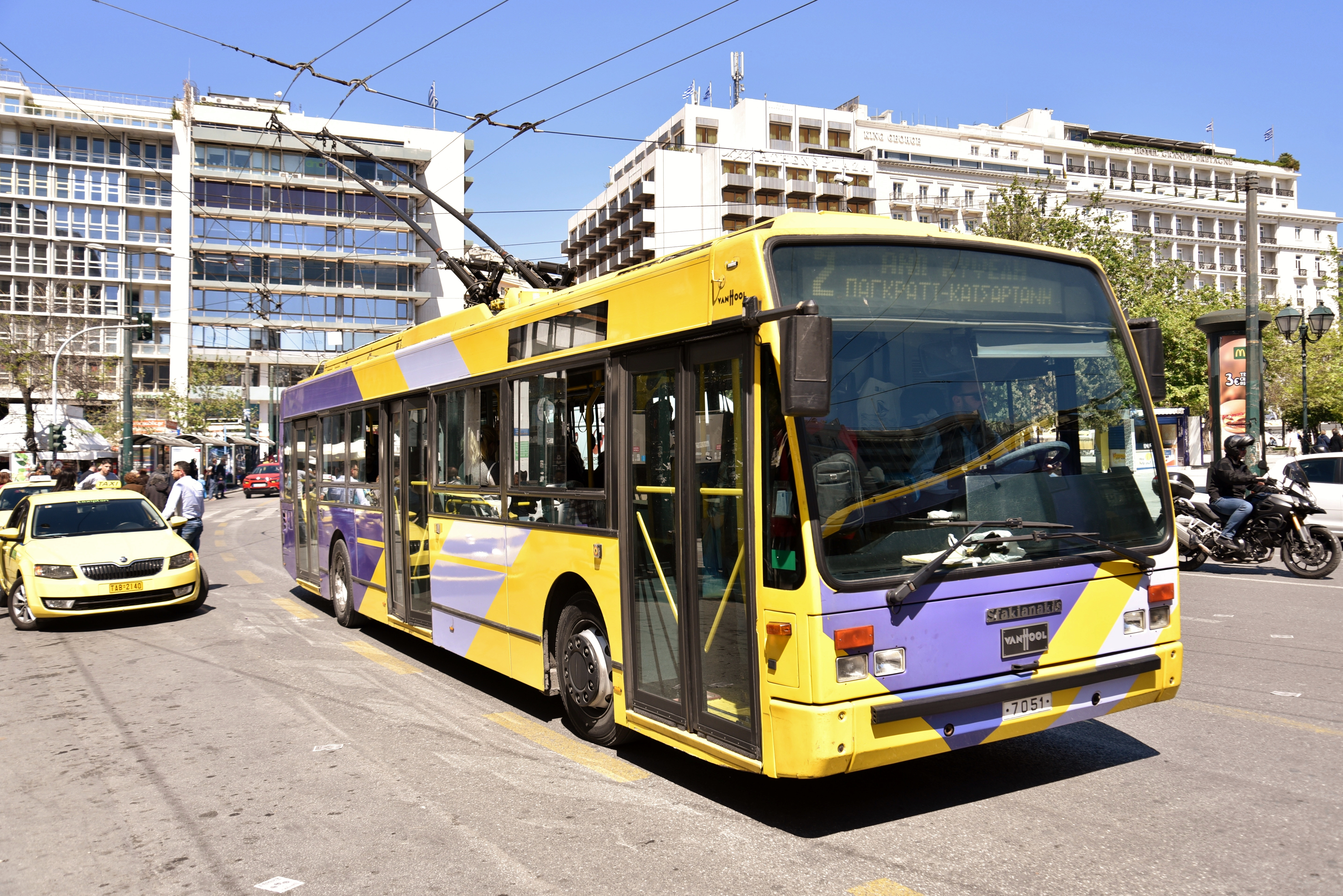
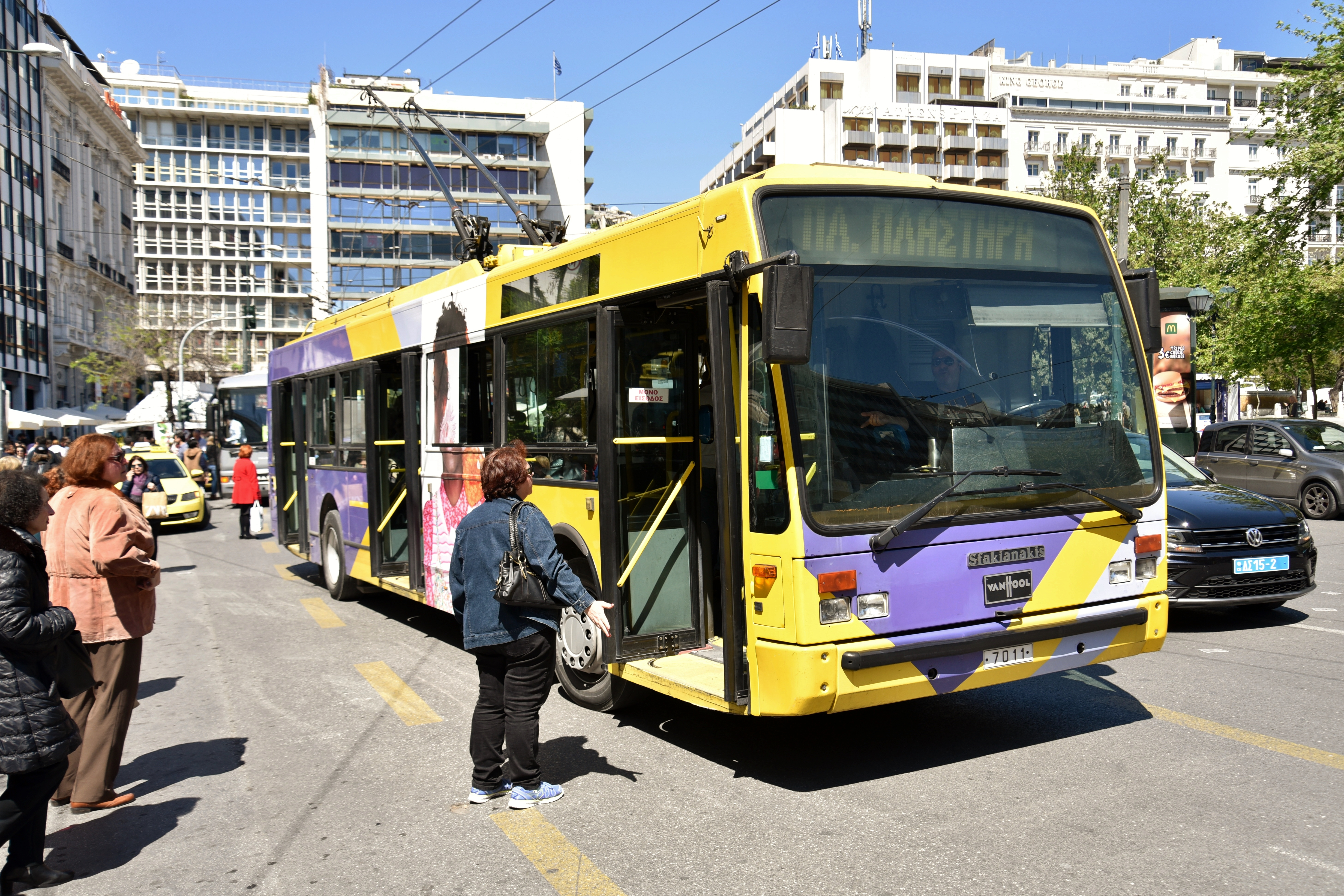
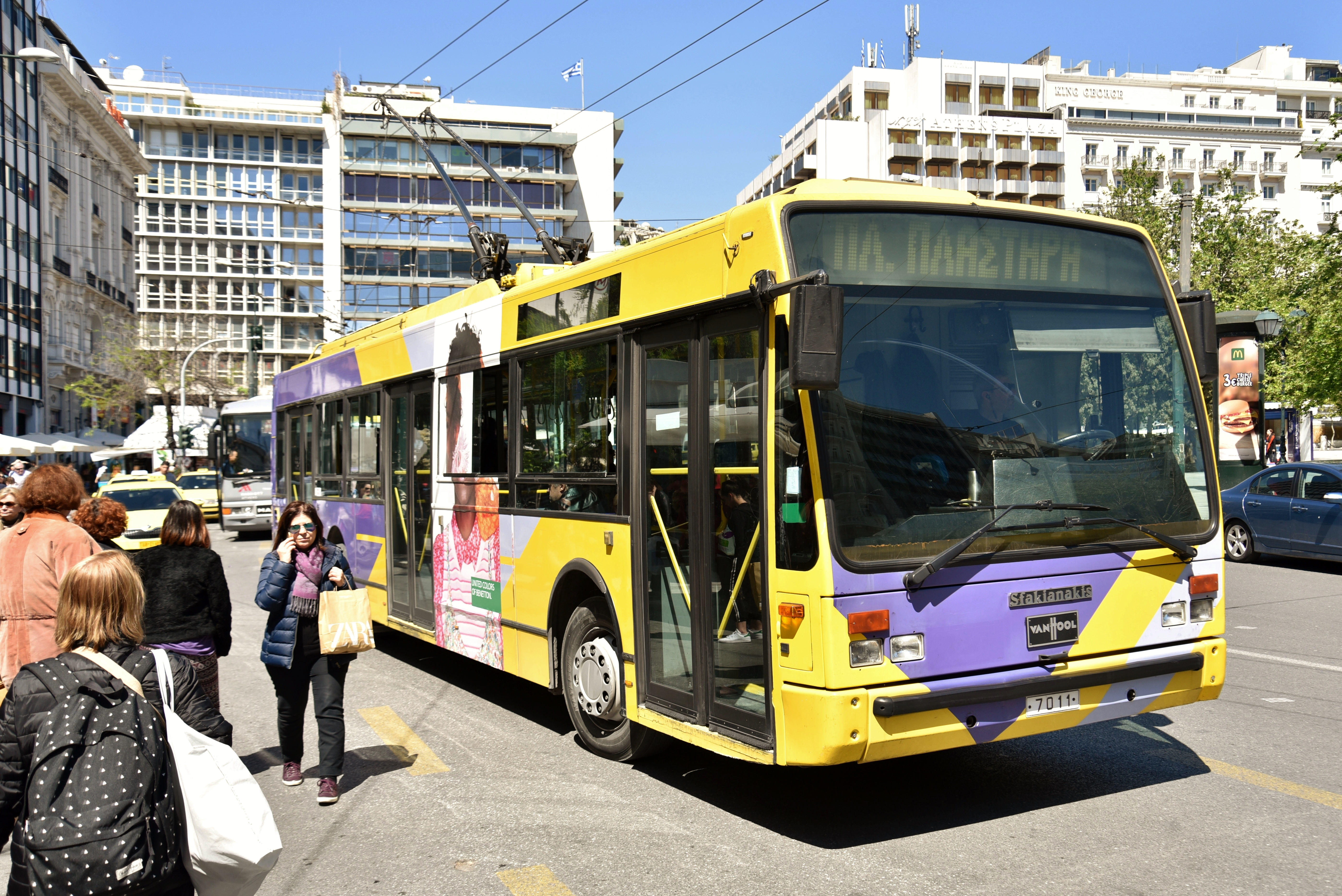
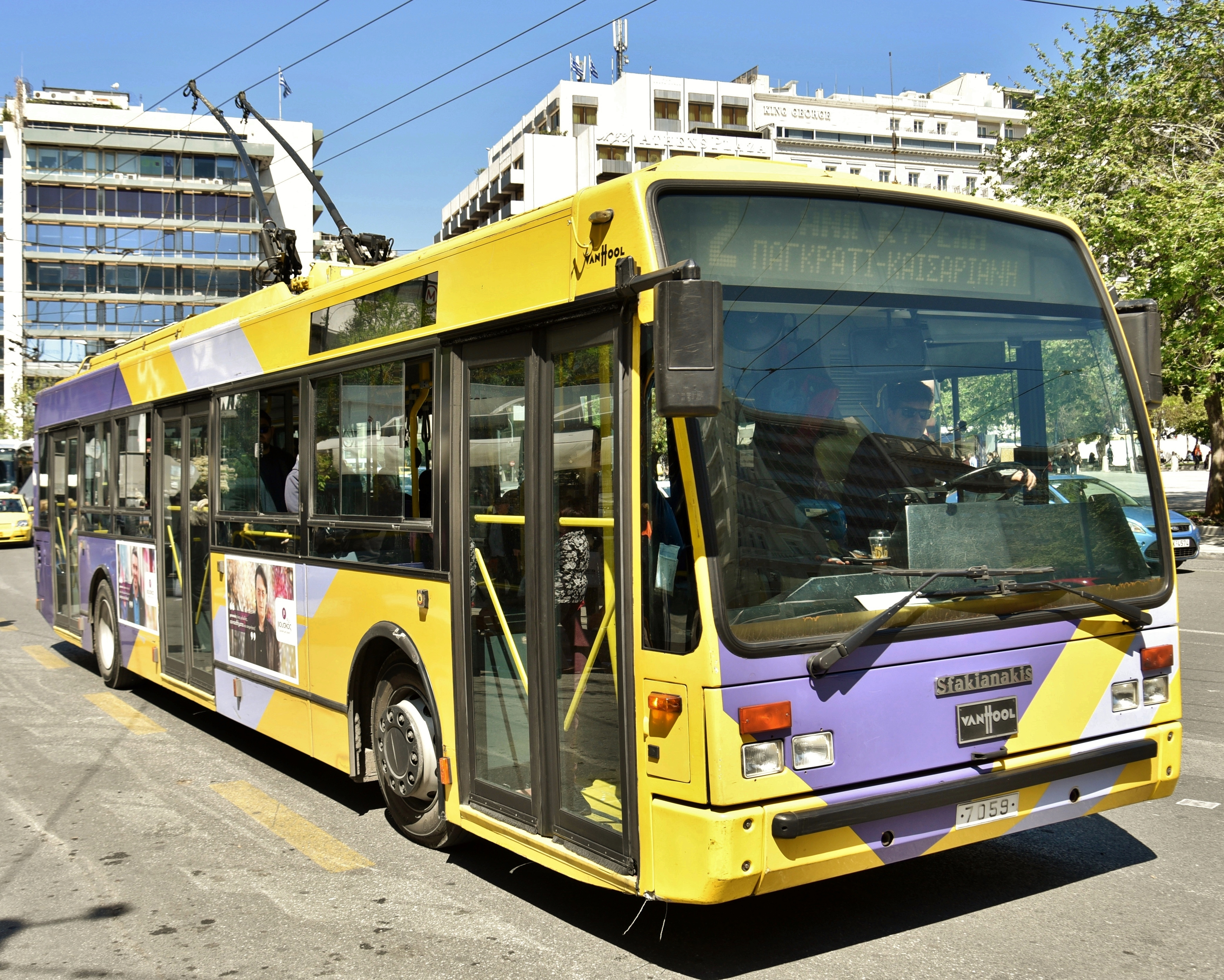
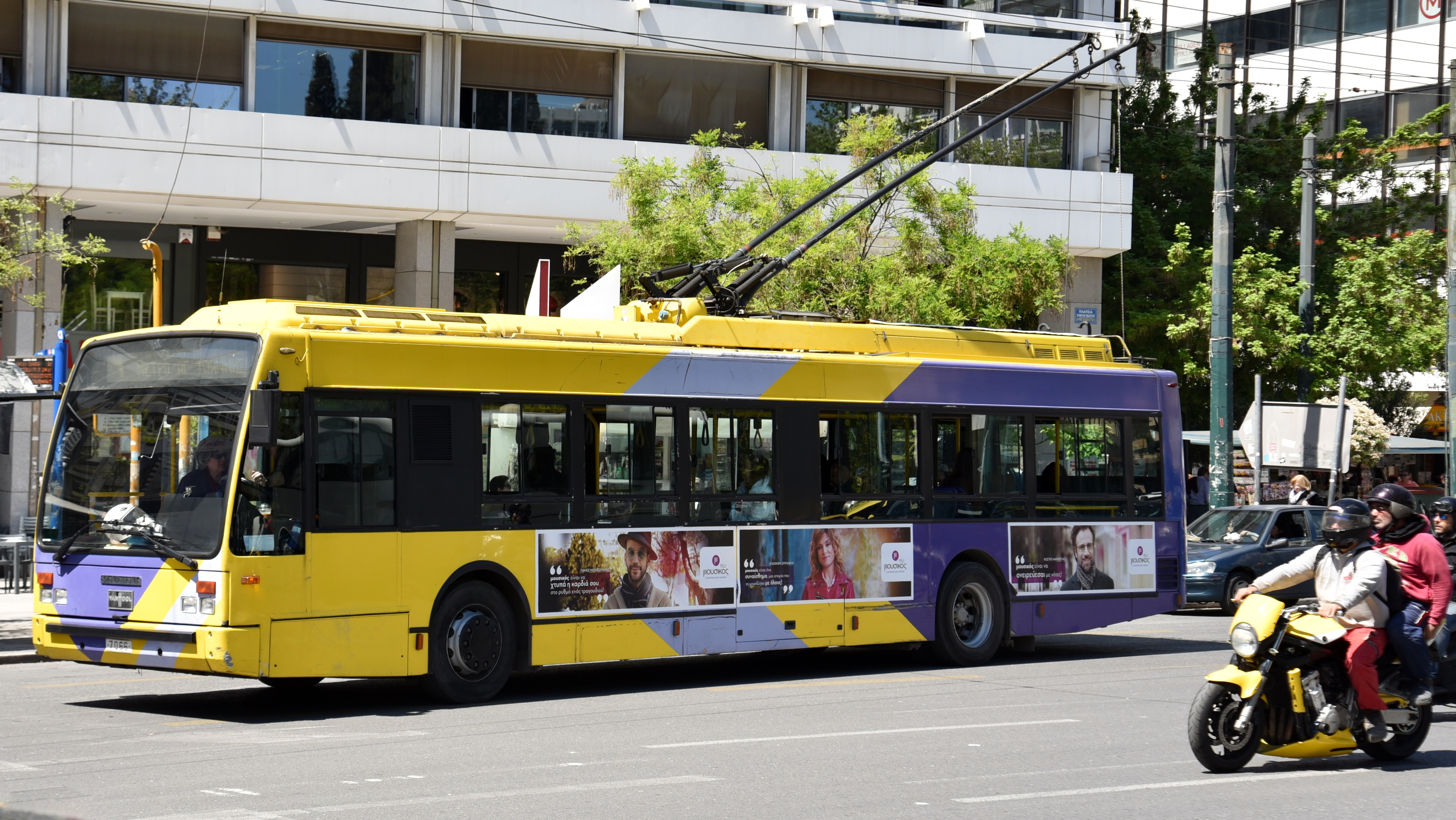
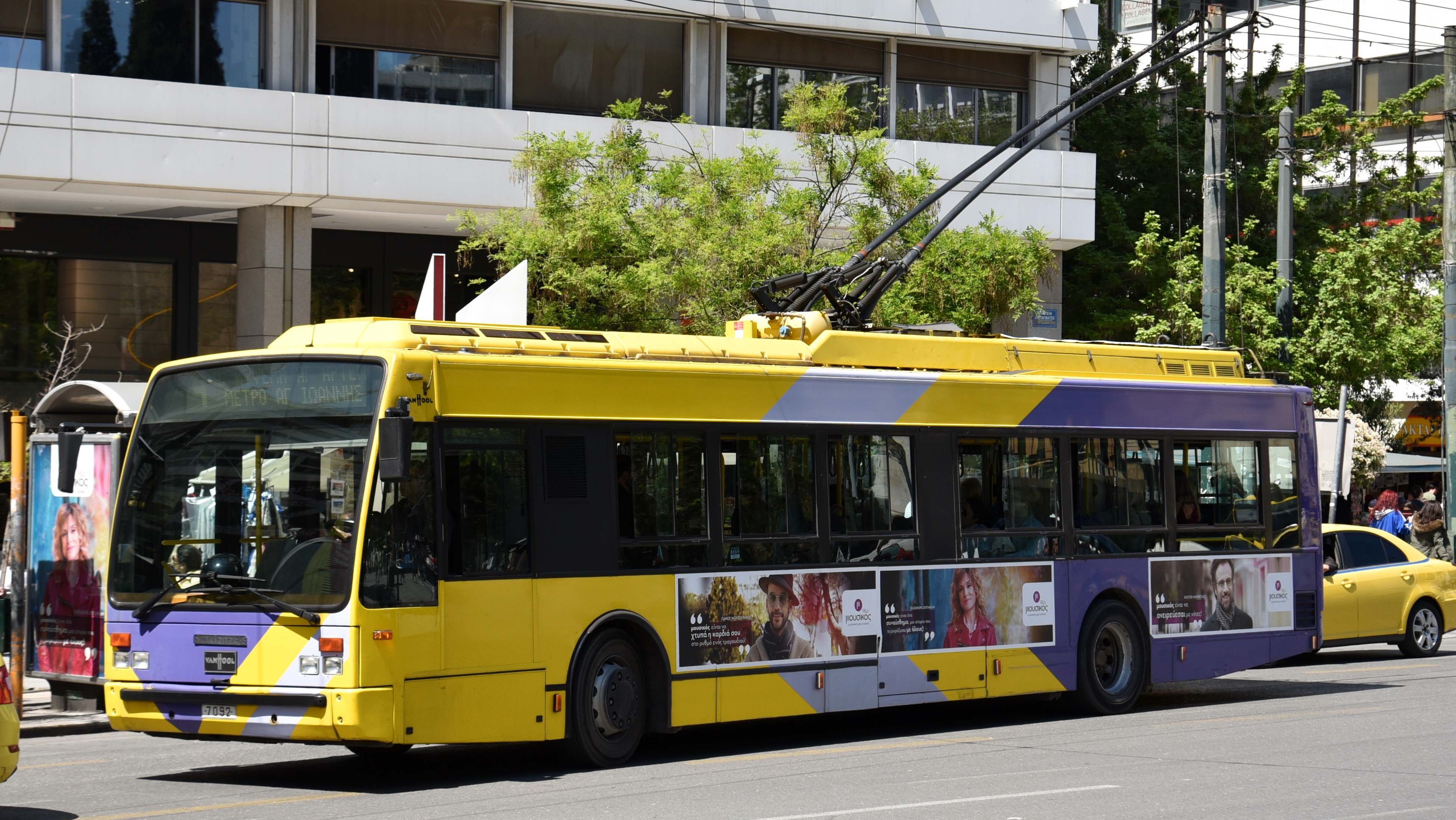
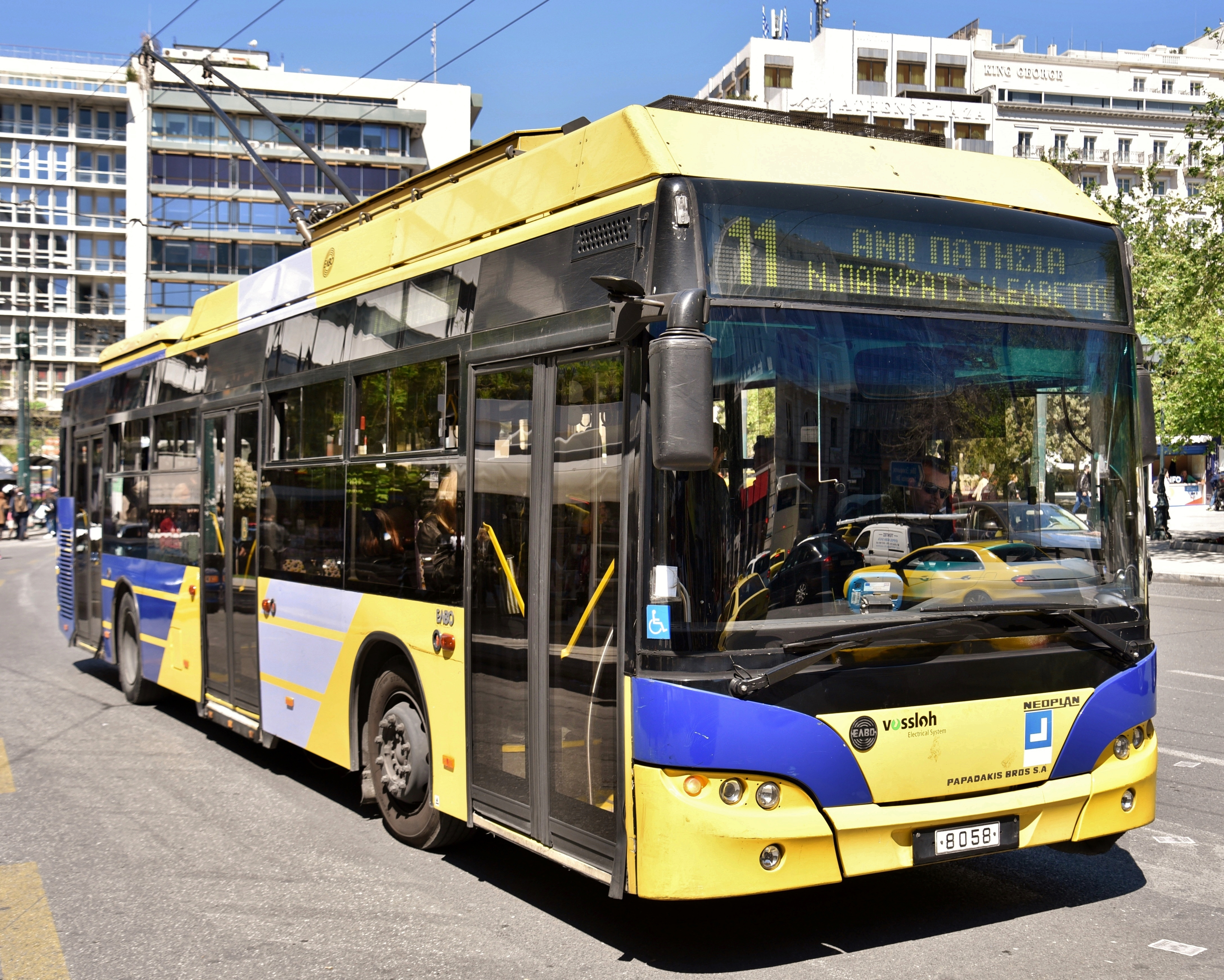
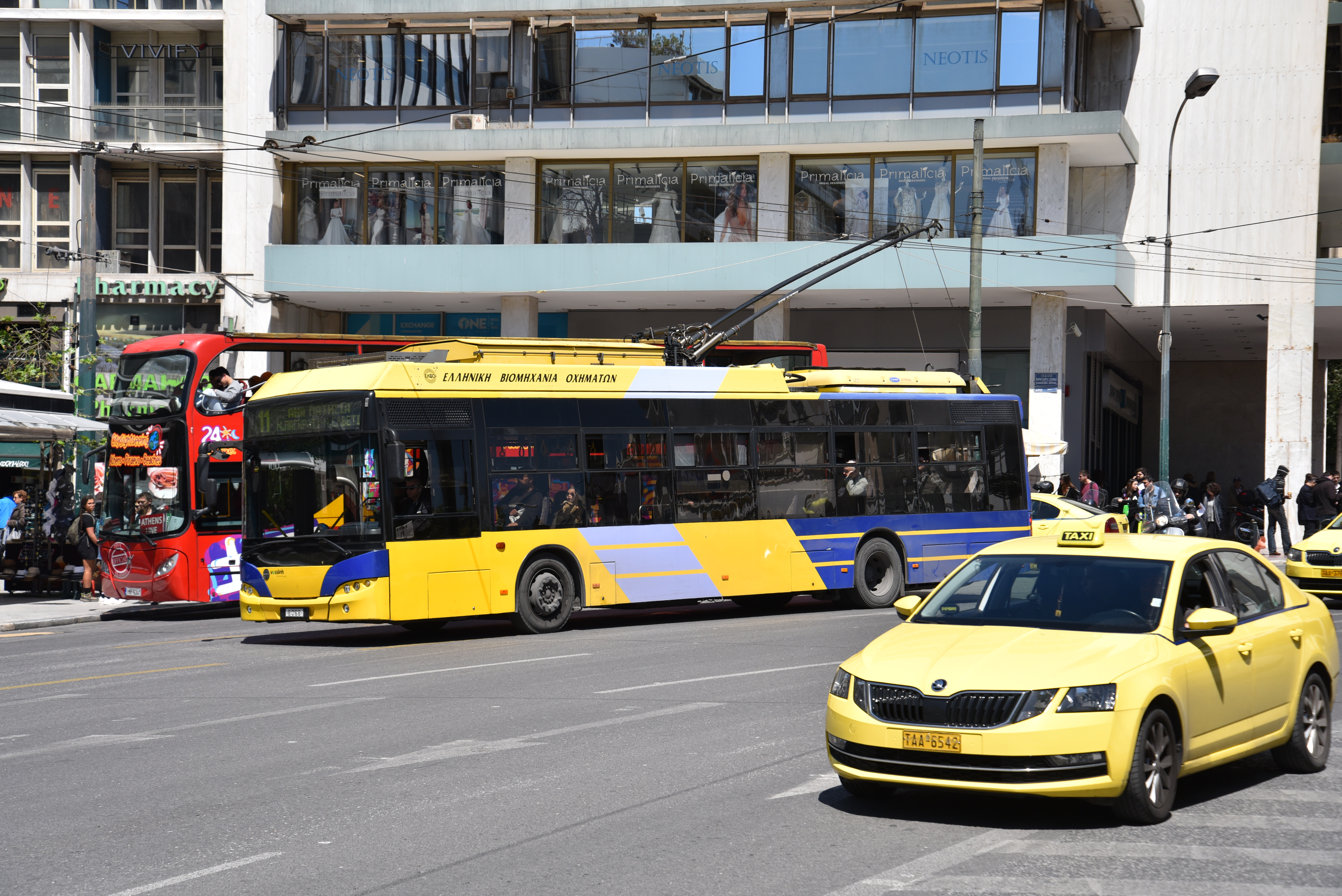
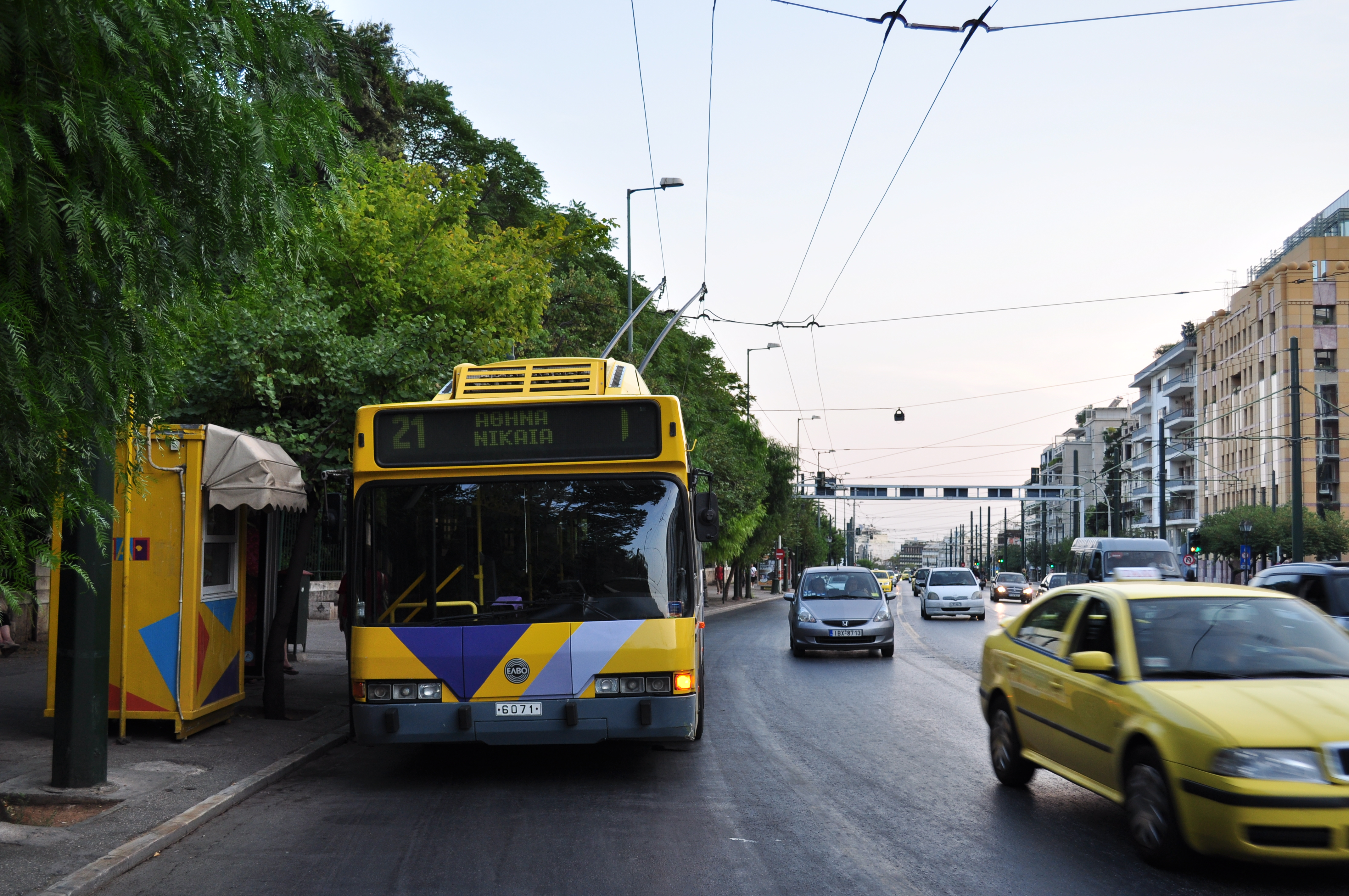
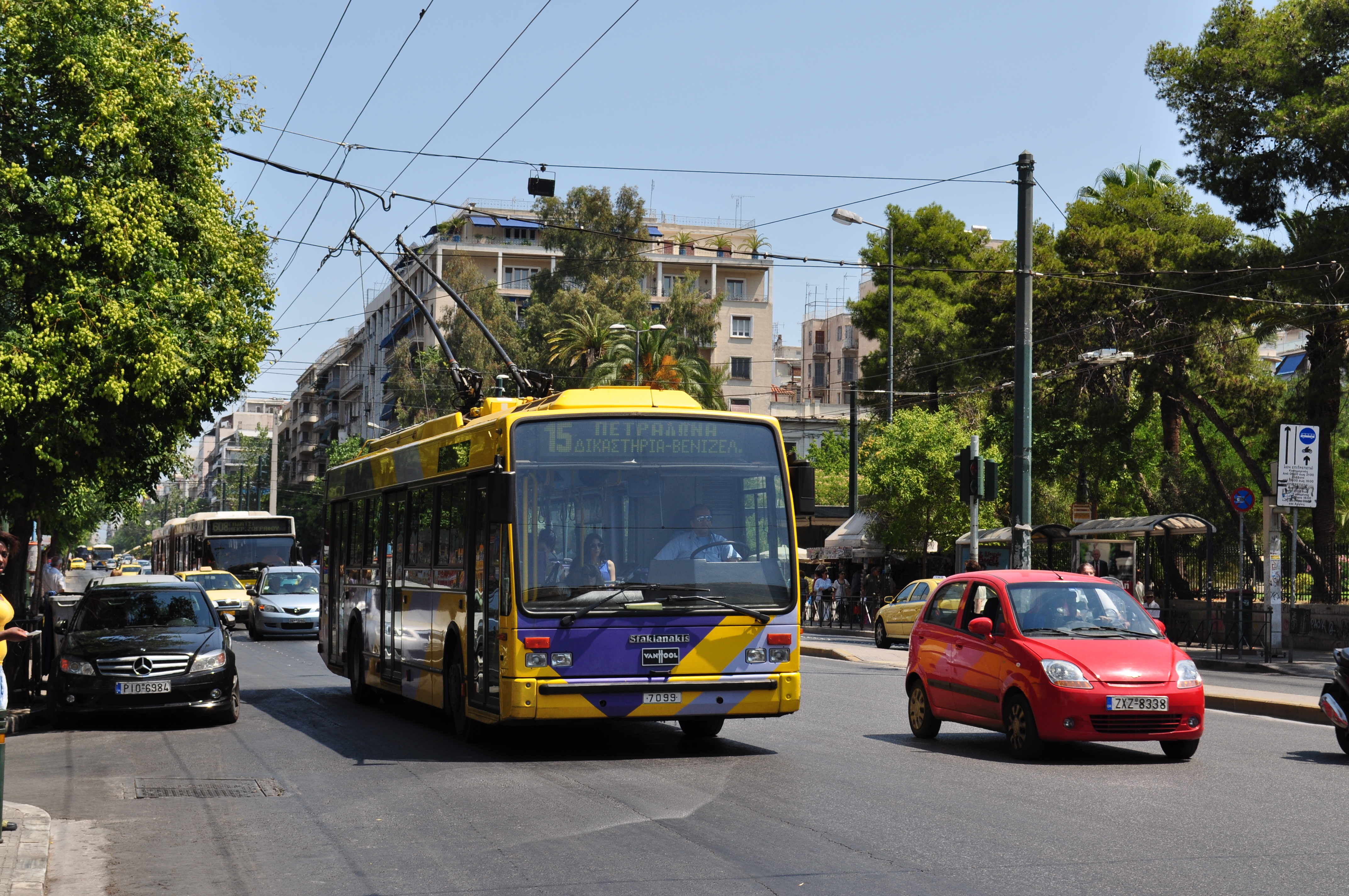
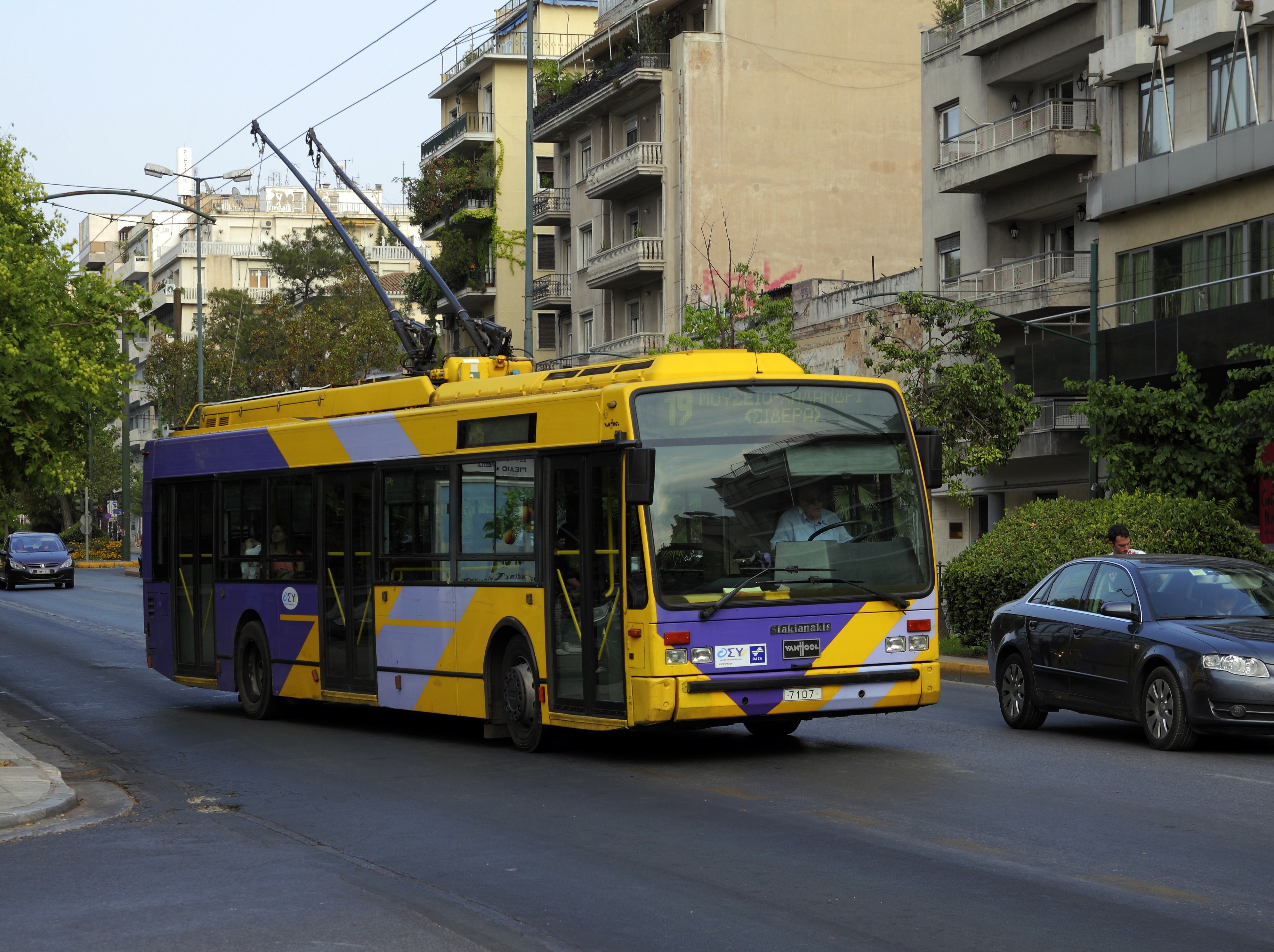
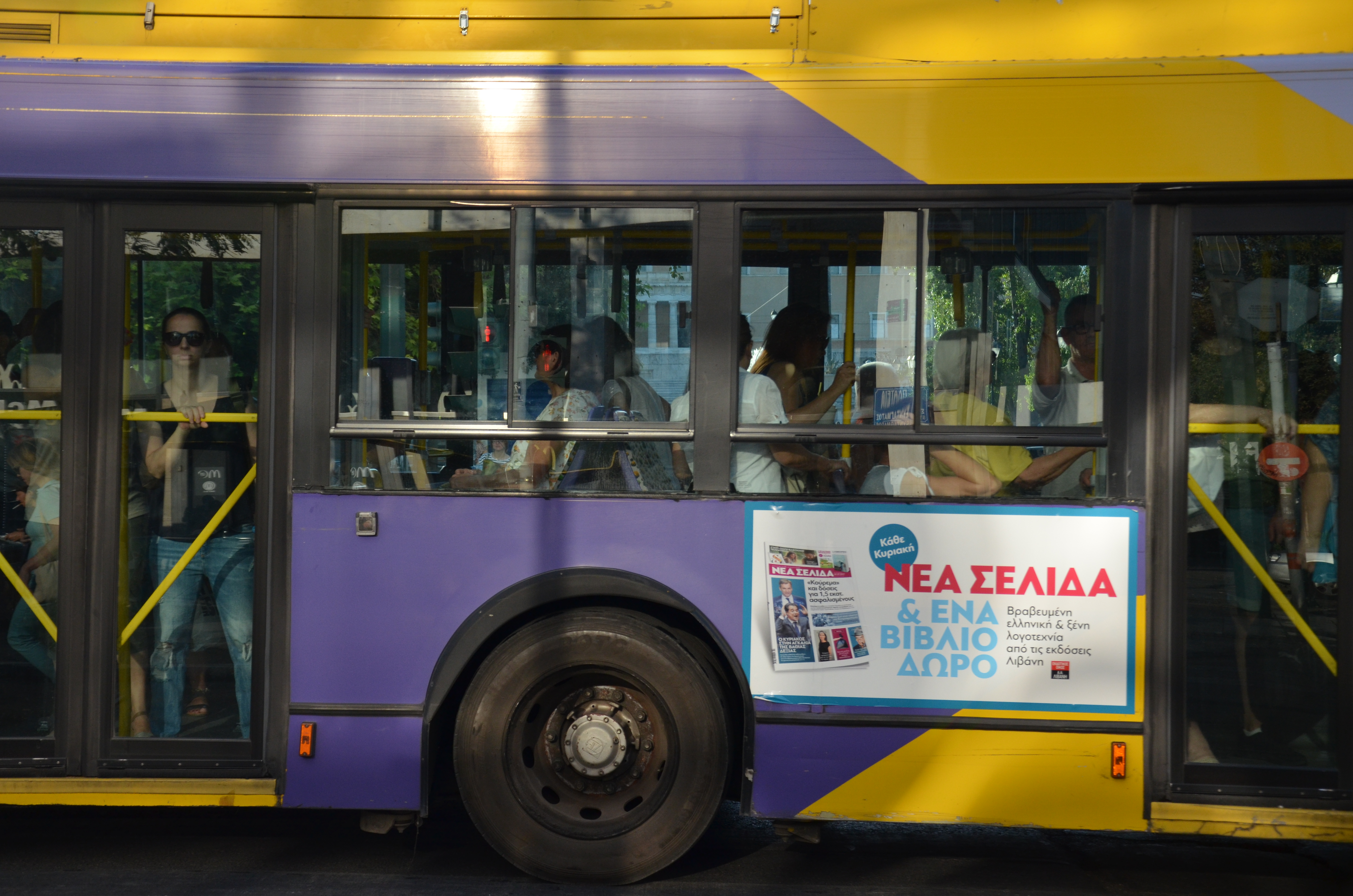
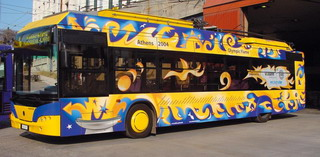
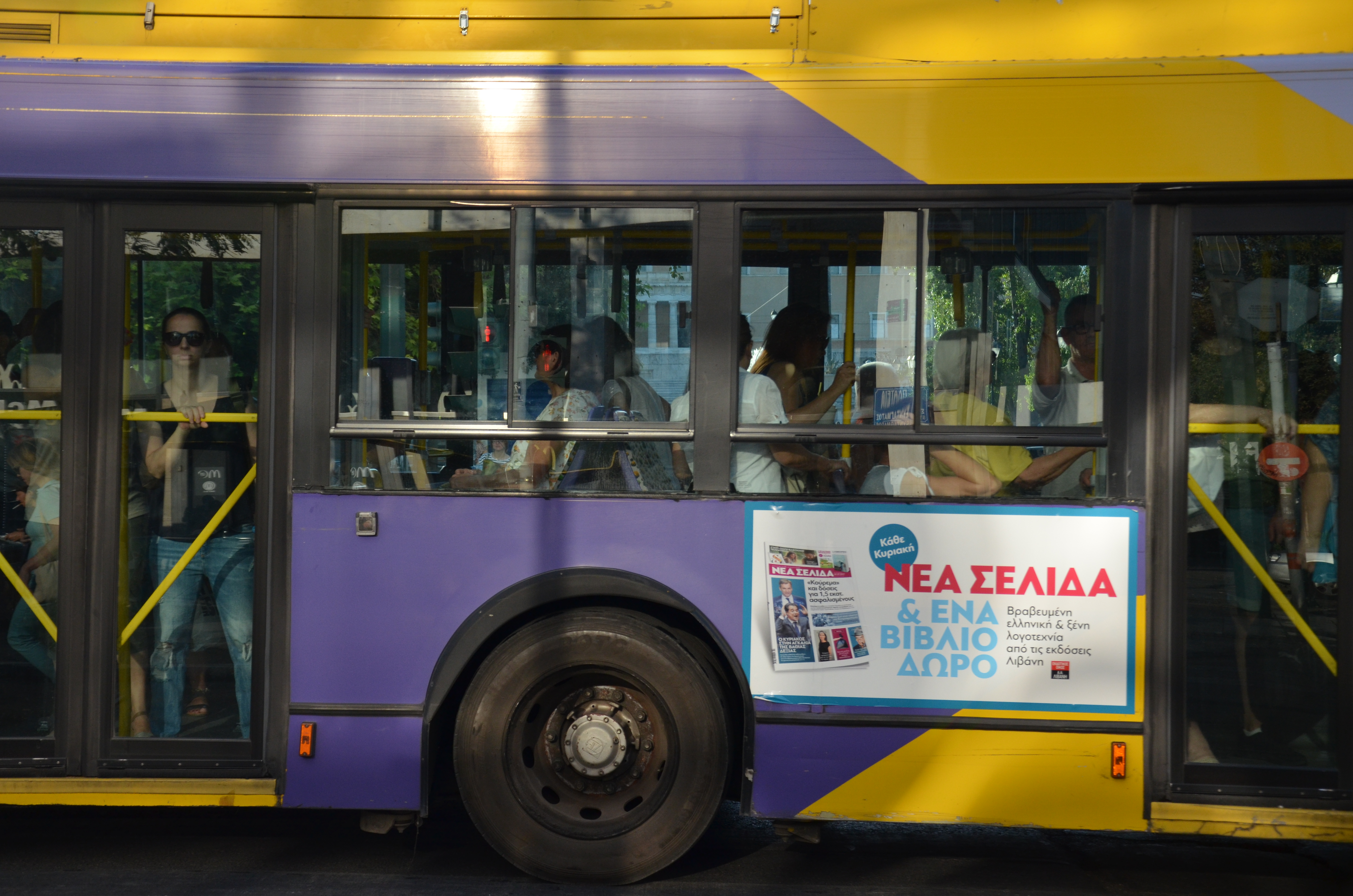
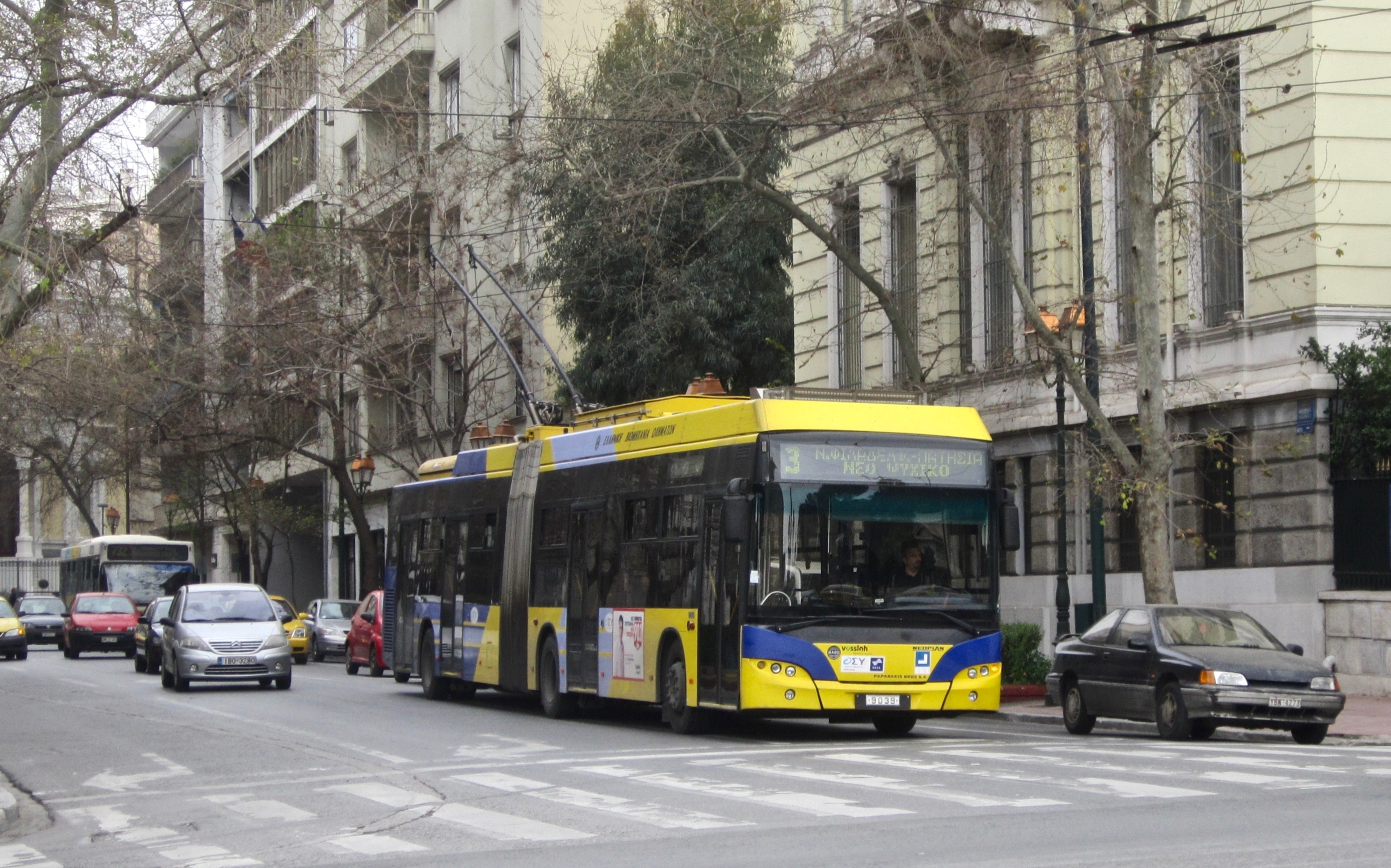
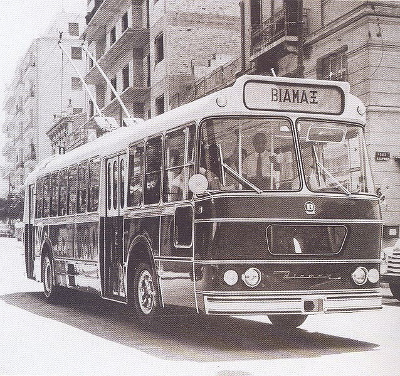
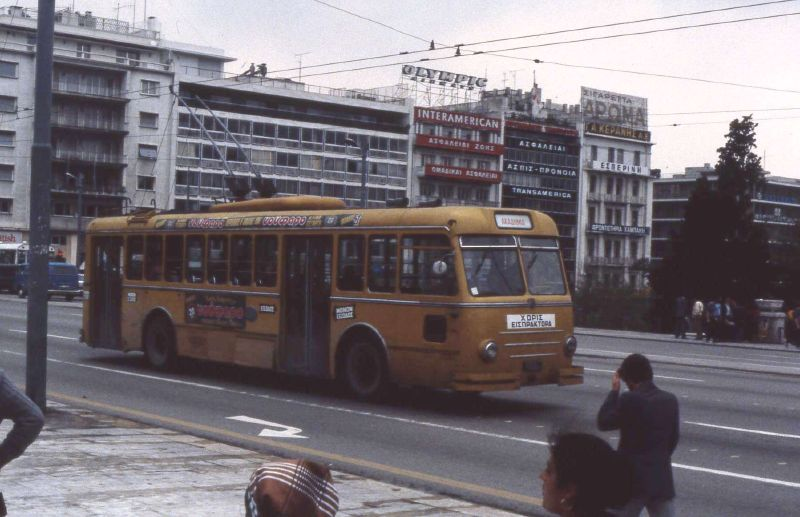
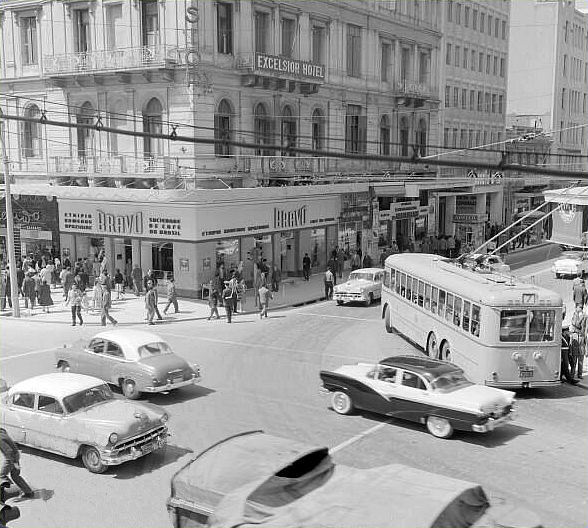
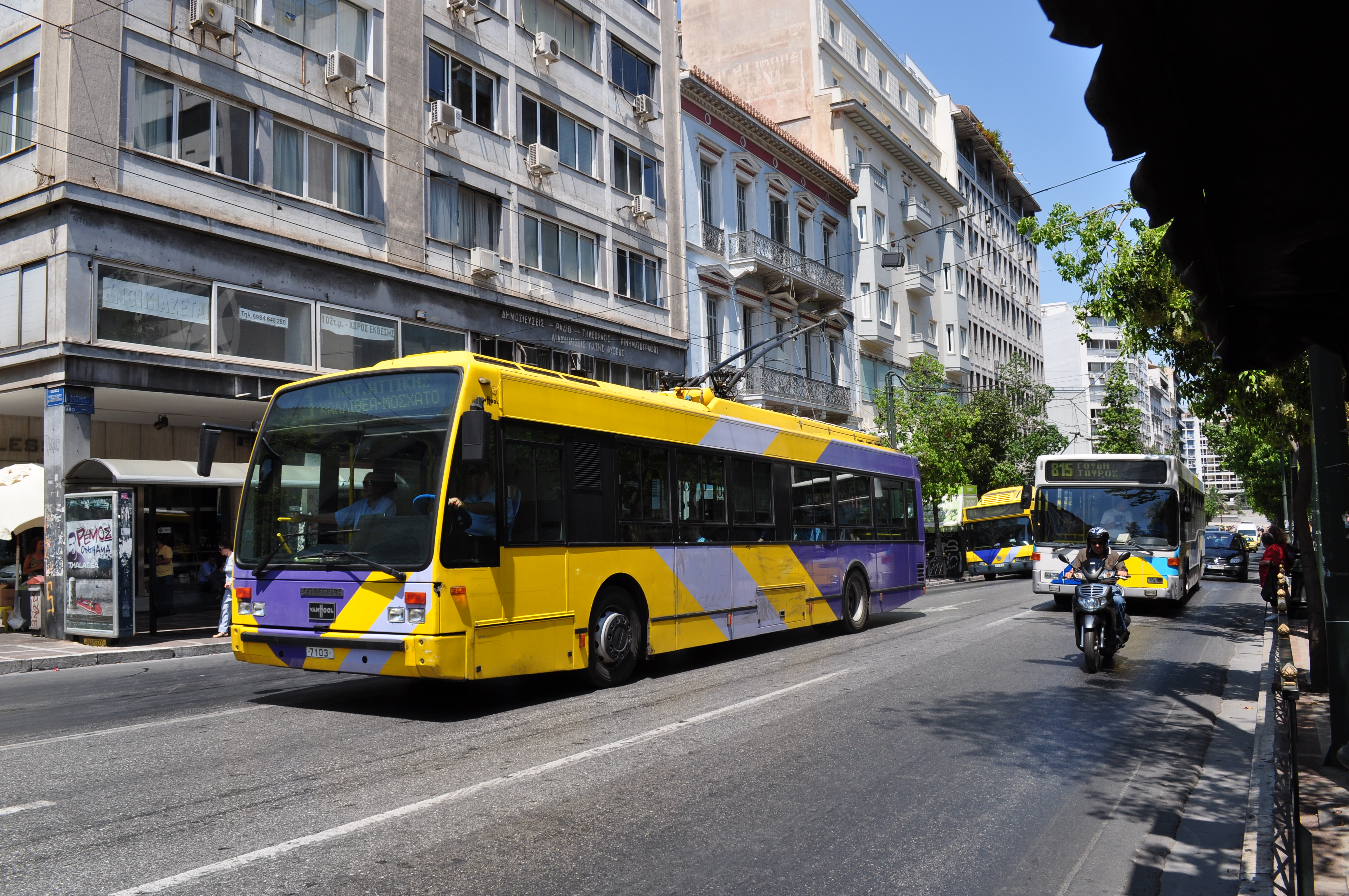
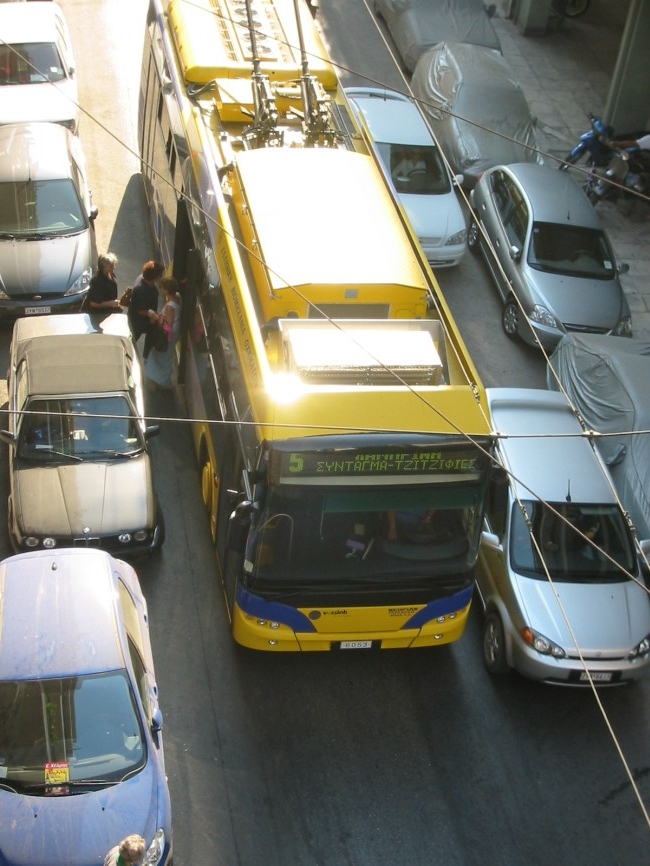
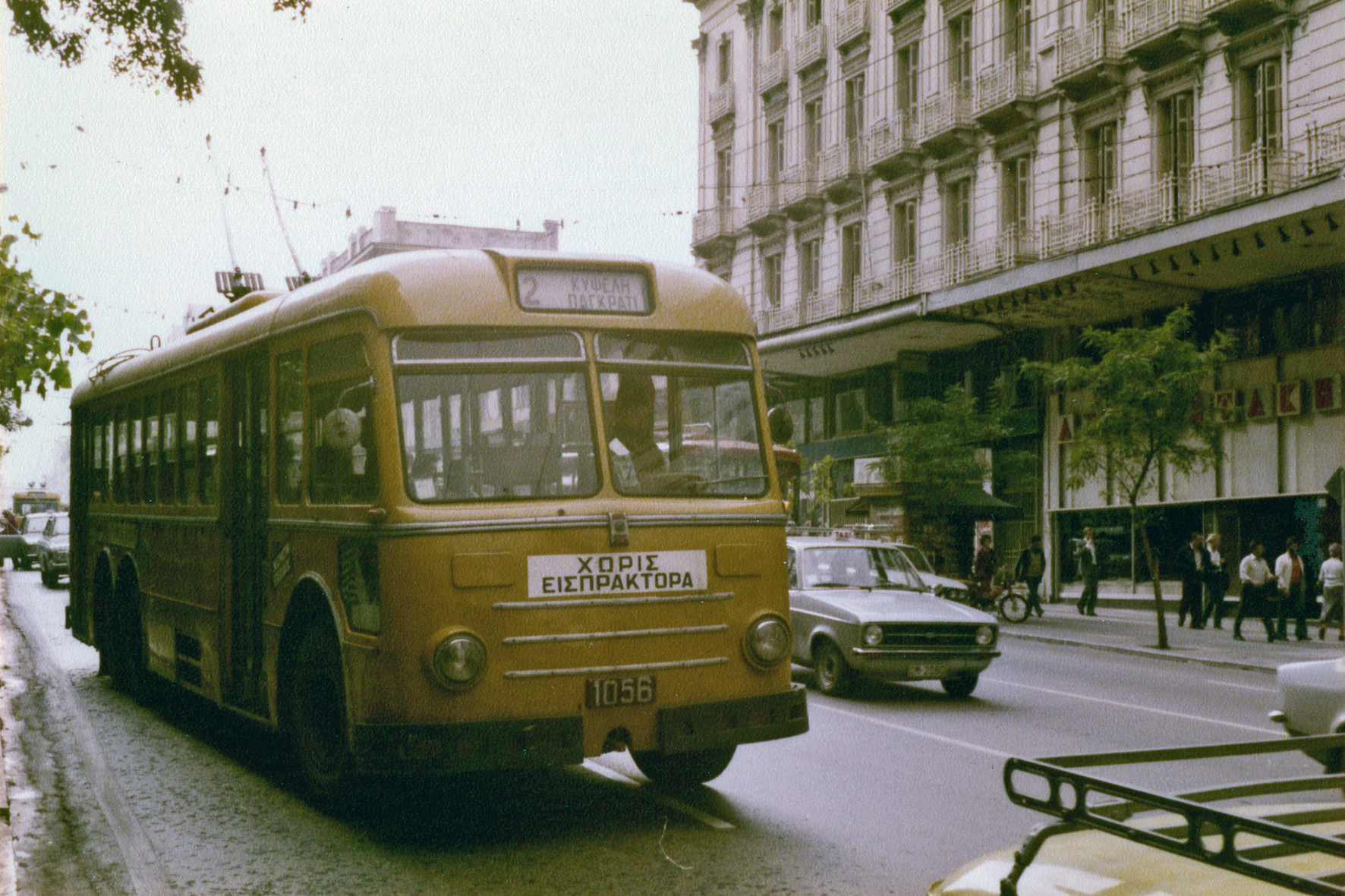
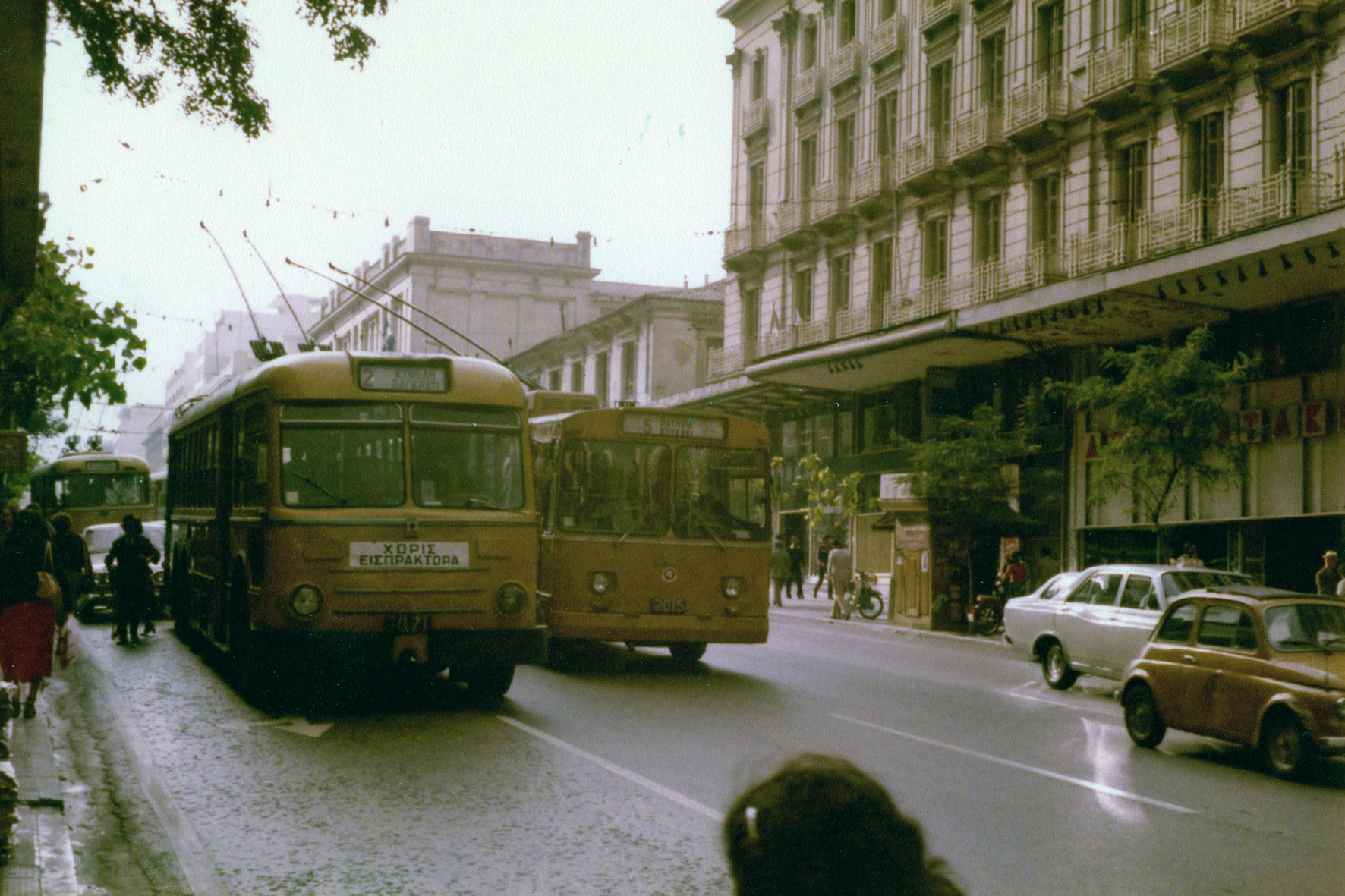
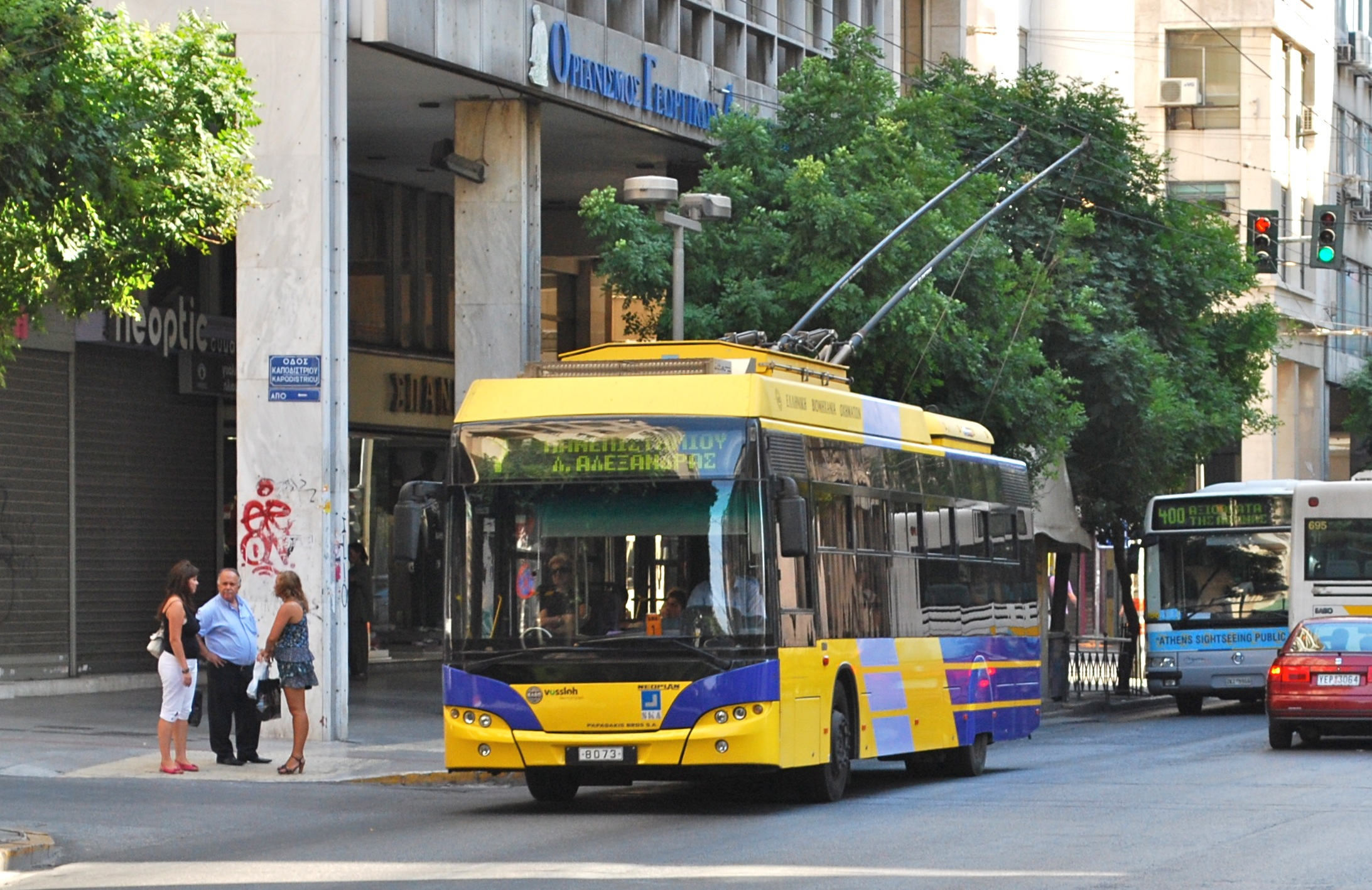
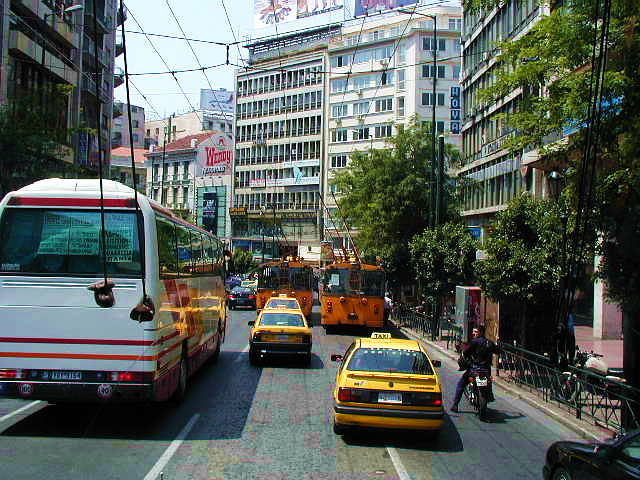